# Дик, Филип Киндред
Фи́лип Ки́ндред Дик (англ. Philip Kindred Dick; 16 декабря 1928 года, Чикаго, США — 2 марта 1982 года, Санта-Ана, Калифорния, США) — американский писатель, получивший известность как автор произведений в жанре научной фантастики.
Творчество Дика соединяло философские изыскания, научно-фантастическую экстраполяцию и социальную критику; оно связывается с онтологическим сомнением, с эпистемологической неопределённостью, с необходимостью политики в искусстве. Писатель затрагивал экзистенциальные вопросы современного мира: «что есть реальность?» и «что есть человек?». Темы Дика — альтернативные истории, параллельные вселенные, виртуальная реальность, объекты-подделки, психические расстройства, наркотики. В высокотехнологичных мирах писателя, часто постапокалиптических, господствуют корпорации и бюрократия, политическое притеснение и коррупция, царят социальное неравенство и экономическая стагнация, паранойя и тотальная коммодификация. В его произведениях стираются границы между иллюзией и реальностью, субъективным и объективным, человеческим и искусственным, симулякры и технологии вторгаются в обычную жизнь, размывая человеческую идентичность; реальность, подчиняясь детерминизму и энтропии, распадается на гротескные конфигурации, в которых исчезают привычные категории пространства и времени.
Филип Дик написал четыре десятка романов и более ста рассказов, переведённых на 25 языков. При жизни он пользовался популярностью в научно-фантастическом сообществе, роман «Человек в высоком замке» получил высшую жанровую премию «Хьюго». Произведения Дика легли в основу ряда кинофильмов, что повлияло на его посмертную славу. Писатель часто рассматривался как визионер постмодерна и технокультуры, критик американского капитализма, знаковая фигура в контркультуре 1960-х годов. Позднее его творчество было интегрировано в литературу мейнстрима; в 2007 году он стал первым автором научной фантастики, включённым в серию американской классики Library of America.

## Биография

### Происхождение
Родители Филипа Дика были англо-ирландско-шотландского происхождения. Отец, Джозеф Эдгар Дик, родился в 1899 году и вырос в юго-западной Пенсильвании, в 1915 году с семьёй переехал в Колорадо и участвовал в Первой мировой войне. Мать, Дороти Киндред, родилась в 1899 году возле городка Грили в Колорадо. Они поженились в сентябре 1920 года в Колорадо, вскоре после демобилизации Эдгара из американской армии. В 1923 году молодожёны уехали в город Вашингтон, где Эдгар окончил Джорджтаунский университет и получил работу инспектора в Министерстве сельского хозяйства США. В его служебные обязанности входил подсчёт стад скота на фермах и забой лишних животных в случае превышения разрешённых квот. Дороти была активисткой феминистского движения и начинающей писательницей. Она страдала от хронических болей в почках (ей диагностировали болезнь Брайта), которые периодически приковывали её к постели. Спустя несколько лет пара переехала в Чикаго, к месту новой работы Эдгара.

### Детство
Филип Киндред Дик родился в Чикаго 16 декабря 1928 года за шесть недель до срока. Вместе с ним родилась сестра-двойняшка Джейн Шарлотта. Дороти рожала дома и не подозревала, что вынашивает двойню. Врач не успел прибыть по вызову, и роды принимал отец (впоследствии он пояснял, что часто принимал телят). Дети родились слабыми и заметно недоношенными — светловолосый первенец Филип весил почти 2 кг (4 ¼ фунта), темноволосая Джейн — чуть больше 1,5 кг (3,5 фунта). Дороти не могла выкормить их, а детская смесь, которую советовал семейный доктор, не помогала. Вскоре родители решили застраховать младенцев. Страховка требовала посещения семьи медицинским работником, который настоял на немедленной госпитализации в специализированный центр по уходу за недоношенными детьми. Джейн умерла по пути в больницу 26 января 1929 года.
В восемь месяцев Филип научился говорить. Когда Филипу был один год, родители переехали в окрестности Сан-Франциско. В детском саду его характеризовали как дружелюбного, весёлого и любознательного ребёнка, с развитыми речевыми навыками. В детстве Дик часто слушал рассказы отца о Первой мировой войне, и больше всего ему запомнились истории о применении химического оружия. Мальчик любил перевоплощаться в ковбоя, в его играх участвовала воображаемая сестра. Позднее Филип вспоминал, что мать привила ему свой интерес к писательству, в то время как отец больше интересовался американским футболом. Отношение к отцу он описывал как смесь страха и отчуждённости. Когда Филипу было четыре или пять лет, отца перевели по работе в город Рино в Неваде; мать отказалась переезжать с ним, и они начали жить раздельно. Дороти переехала жить к матери в Беркли, а Эдгар навещал сына по выходным, приезжая из Невады. Дороти устроилась работать секретарём, а ребёнка воспитывала баловавшая его бабушка Эдна-Матильда. В это же время в семью вернулся и дедушка Эрл, который бросил их, когда Дороти была подростком; Филип характеризовал его как огромного пугающего реднека и с ужасом вспоминал его угрозы отхлестать внука ремнём. После двух лет раздельной жизни, в 1935 году родители развелись (по другой версии, развод состоялся уже в 1933 году). Позднее Филип узнал, что родители судились за право опеки над сыном. Филип остался с матерью, которая вскоре переехала в поисках работы в Вашингтон. Биограф Дика Лоуренс Сутин предполагал, что переезд на Восточное побережье был вызван и желанием Дороти избавиться от попыток Эдгара добиться опеки над сыном.

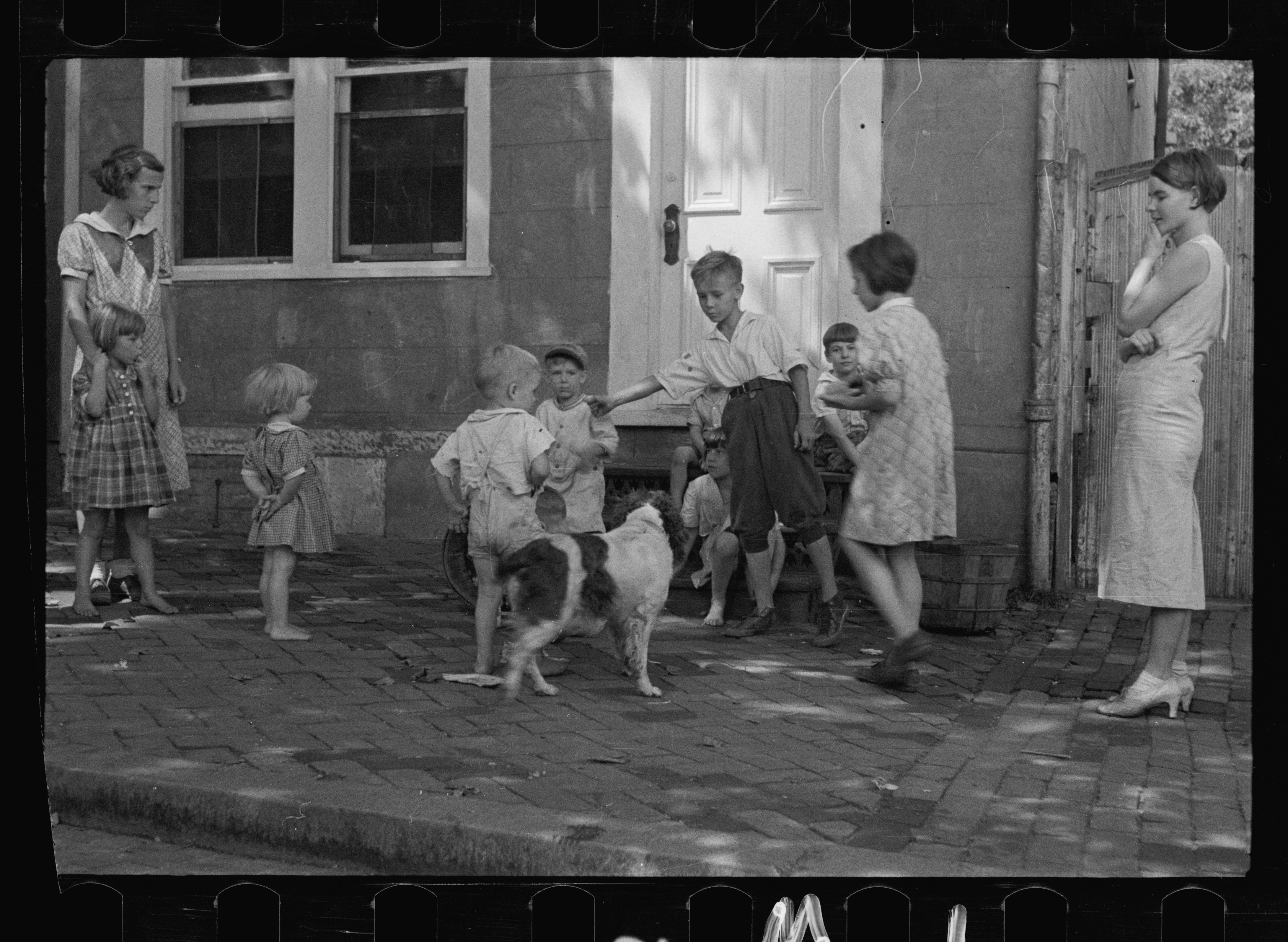
Дети бедняков на улице Вашингтона (1935 год). Фотография Карла Майданса

После развода и переезда Филип воспитывался в бедности, вызванной Великой депрессией. В Вашингтоне Дороти получила работу в Управлении по делам детей при центральном аппарате Министерства труда США. В её обязанности входило написание бюллетеней по уходу за детьми. Днём, когда Дороти работала, за Филипом присматривали её друзья, с которыми она снимала жильё, и няни. После переезда в Вашингтон отец женился повторно, и встречи Филипа с ним прекратились: Эдгар неоднократно бывал в столице, но не навещал сына. В детстве Дик часто болел. У него развилась тревожность, возникли проблемы с глотанием пищи, которые, предположительно, имели психологические причины. Ребёнку также диагностировали астму. В 6 лет ему прописали эфедрин — первый из амфетаминов, которые он принимал в жизни. Вскоре мать записала Филипа в школу-интернат в городке Силвер-Спринг возле Вашингтона. В интернате он пробыл полгода, затем его отправили домой, поскольку проблемы с глотанием пищи обострились, и Дик перестал есть. Второе полугодие Филип жил вместе с матерью и учился в школе квакеров, во втором классе его перевели в обычную школу. Учился он посредственно, часто пропускал занятия из-за недомоганий (в том числе вымышленных), чаще всего получал оценку «C», хотя учителя отмечали его писательские способности (по другой версии, оценки «C» были нечастыми, а обычно он учился лучше среднего). Отношения с одноклассниками у него не заладились. Филип некоторое время посещал воскресную школу, хотя родители отнюдь не были религиозными: Эдгар был воспитан в очень набожной семье и всю жизнь негативно воспринимал религиозные институты, Дороти в целом разделяла отношение мужа.
В 1937 или 1938 году Дороти с сыном вернулась в Калифорнию. Она устроилась работать в отдел кадров департамента лесного хозяйства и поселилась в Беркли — крупном культурном центре своего времени. Благодаря переезду бабушка и тётя Марион могли часто навещать Дороти и Филипа. Мальчик вновь начал видеться с отцом (тот переехал в Пасадену на юге Калифорнии), но вскоре того перевели в отделение Федеральной резервной системы на Восточном побережье, и встречи прекратились.

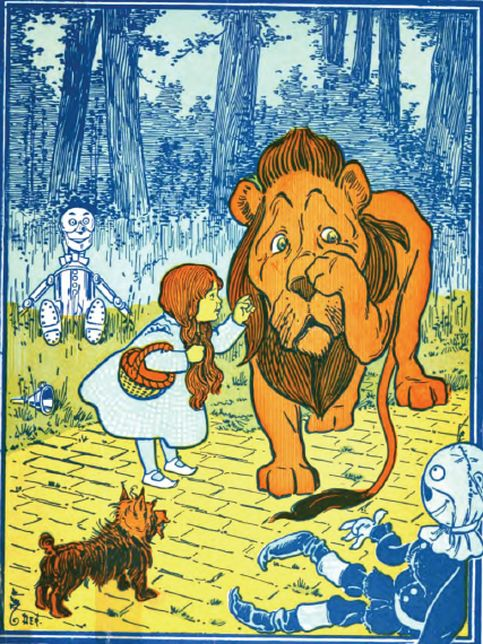
Иллюстрация Уильяма Денслоу к сказкам Лаймена Фрэнка Баума о волшебнике из страны Оз

В средних школах Беркли (Hillside, Oxford, Garfield Junior) Филип учился неплохо, подружился с одноклассниками и проявил свой писательский талант, выпустив несколько раз собственную газету «The Daily Dick». Его интересы были разносторонними — он научился набирать текст на пишущей машинке и играть на пианино, участвовал в театральных постановках в летнем лагере, хорошо играл в шахматы. Впрочем, из-за слабого здоровья Филип часто пропускал занятия и не участвовал в активных развлечениях; он очень обрадовался, когда школьный совет сократил количество часов, отведённых на физкультуру. Ему диагностировали тахикардию (одной из причин проблем с сердцем могли стать прописанные от астмы амфетамины). Несмотря на относительную популярность Филипа, школьные друзья впоследствии отмечали некоторую дистанцию, которую он сохранял в общении, и передавали его слова о необычных переживаниях. Биографы трактуют их как проявления деперсонализации. Отношения Филипа с матерью были непростыми, но он всерьёз думал отказаться от фамилии отца и оставить только девичью фамилию матери Киндред.
В 1940 году, по собственному признанию, Филип впервые познакомился с научной фантастикой, когда случайно прочитал журнал Stirring Science Stories. По воспоминаниям Дика, он искал другой, научно-популярный журнал Popular Science. Ранее он увлёкся комиксами про Мэдрейка-Волшебника, который широко применял магию иллюзий и гипноз для борьбы с преступниками. Дик относит знакомство с комиксами ещё к периоду жизни в столице. Он вспоминал, что 10 центов, которые ему выдавали еженедельно на карманные расходы, он тратил на сладости и новые комиксы. В Беркли Филип открыл для себя сказки Лаймена Фрэнка Баума о волшебнике из страны Оз, которые вызвали его интерес к фантастической литературе. К 1941 году его коллекция дешёвых научно-фантастических журналов (SF pulps) достигла внушительных размеров. Он читал и респектабельные журналы Life и National Geographic.

### Молодость
В начале 1940-х годов Филип много читал научную фантастику и фэнтези и пытался писать стихи и прозу. В 1942—1944 годах он 15 раз публиковался в разделе для начинающих авторов местной газеты. Дик сохранил вырезки, где были напечатаны его рассказы «Ящик волшебника» (англ. The Magician’s Box) и «Раса рабов» (англ. The Slave Race) и благожелательные отзывы редактора газеты. Из всех напечатанных рассказов только «Раса рабов» относилась к научно-фантастическому жанру. По сюжету, в далёком будущем созданные людьми андроиды восстают против своих обленившихся создателей. В 1942 году был написан первый роман — «Возвращение в Лилипутию» (англ. Return to Lilliput; рукопись утрачена). В 1943 году Дик придумал супергероя Человека-из-будущего (Future-Human), комикс о котором нарисовал для новой рукописной газеты. Интерес к творчеству, однако, негативно отразился на учёбе в целом. Дороти определила сына в школу-интернат в Охай в окрестностях Лос-Анджелеса, где Филип стал учиться лучше, хотя ему там не нравилось. В 1943 году он поступил в среднюю школу Беркли, где в это же время училась Урсула Ле Гуин (они с Диком не были знакомы). В школе Филип проучился три года. Больше всего его интересовали два предмета — английский и немецкий языки, но обучение омрачалось сильным головокружением и приступами паники из-за различных фобий (психотерапевт диагностировал у него агорафобию). Впоследствии Дик рассказывал, что в старших классах у него в голове впервые появился чужой голос: на экзамене по физике, за результат которого он очень переживал, женский голос напомнил ему содержание закона Архимеда.
В 15 лет Филип начал работать клерком на университетском радио, а вскоре получил работу в музыкальном магазине Art Music, которая ему очень нравилась. В магазине Филип нашёл применение своему умению очень быстро печатать на пишущей машинке. В старших классах он заинтересовался философией. По его словам, он самостоятельно пришёл к идее солипсизма и лишь позднее узнал об учении Дэвида Юма. В колледже Дик познакомился с творчеством Платона, с которым связывал формирование идеи о возможном существовании метафизического мира за пределами мира осязаемого.
Осенью 1949 года Дик непродолжительное время посещал Калифорнийский университет в Беркли, где изучал философию, психологию, историю, немецкую литературу и другие предметы, а также был вынужден посещать обязательный курс военной подготовки, несмотря на свой пацифизм. По воспоминаниям Дика, однажды вместо винтовки он маршировал с метлой. Помимо философии Филип самостоятельно изучал историю и немецкий язык. В архиве университета он ознакомился с некоторыми трофейными документами из нацистской Германии. Известно, что в молодости (возможно, в период обучения в университете) он увлёкся историей Тридцатилетней войны, его симпатии были на стороне протестантов. Исследователи творчества Дика предполагают, что он бросил университет не только из-за антивоенных настроений и нежелания проходить военный курс, но также из-за своего разочарования системой высшего образования и растущим дискомфортом от нахождения среди людей. Его не призвали в армию из-за проблем со здоровьем.
В 19 лет Дик переехал из дома матери и снял комнату над складом; в соседних комнатах жили молодые поэты Роберт Данкен и Джек Спайсер. Филип много общался с поэтами, но не разделял пристрастия некоторых соседей к марихуане. Сутин предполагал, что общение с авангардными поэтами на время отвлекло его от научной фантастики. В конце 1940-х годов он читал не только научную фантастику, но и, например, Джеймса Джойса, Геродота, Ксенофонта. Поменяв круг общения, Филип стал больше читать классиков своего времени. В числе прочих он назвал Марселя Пруста, Эзру Паунда, Франца Кафку, Джона Дос Пассоса. Филип писал реалистические рассказы, не особенно надеясь их опубликовать. Работая в Art Music, Дик в 1948 году познакомился с покупательницей Джанет Марлин. Филип и Джанет вскоре поженились и сняли отдельную комнату, но спустя полгода развелись (по словам Филипа, поводом к расставанию стали слова жены о её праве на свободные отношения). Через полтора года Филип аналогичным образом познакомился с Клео Апостолидес, на которой женился в 1950 году. По некоторым сведениям, в начале 1950-х годов из-за знакомства Дика и Клео с активистами Коммунистической партии США их завербовали два агента ФБР и поручили шпионить за предполагаемыми «вражескими агентами». Отношения Дика с властями США повлияли на его жизнь и, как считается, на его мировоззрение.
В отличие от большинства молодых жителей Беркли своего времени, Филип не слишком интересовался политикой, но известно о его поддержке независимого левого кандидата Генри Уоллеса на президентских выборах 1948 года и о симпатиях к антикапиталистической социологии Чарльза Райта Миллса. Позднее Дик утверждал, что университетская среда повлияла на его антиавторитарные и леволиберальные воззрения, хотя, возможно, более значимым был воспринятый им в обстановке Холодной войны философский скептицизм. Филип рано убедился в том, что политические манипуляции искажают представления о реальности. Его политические взгляды характеризуются как неоднозначное либертарианство, пацифизм или анархо-пацифизм.

### 1950-е годы: первые публикации

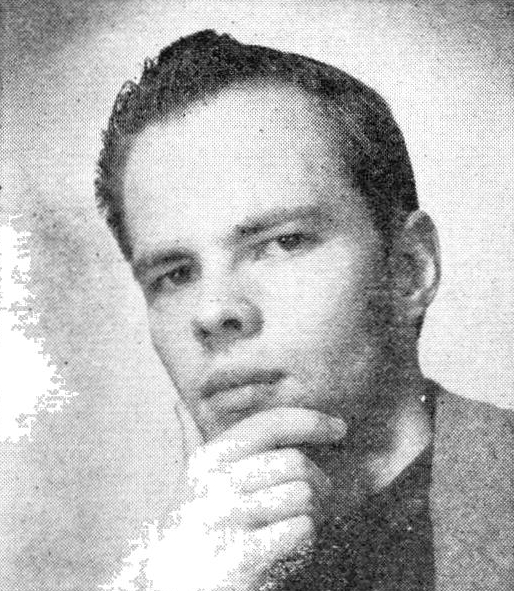
Филип Дик в 1953 году

Филип Дик начал публиковаться в начале 1950-х годов и быстро сделал себе имя в мире научной фантастики. Решающее влияние на Дика оказало знакомство с главным редактором журнала Fantasy & Science Fiction Энтони Бучером. Они познакомились случайно: у Бучера была своя передача на местной радиостанции, которую слушал Дик. Однажды Бучер пришёл в магазин, где работал Филип, тот узнал Бучера, и они разговорились. По воспоминаниям Дика, именно общение с Бучером убедило его в серьёзности научно-фантастического жанра. Филип начал посещать еженедельные занятия Бучера по литературному творчеству (оказалось, что их посещала и его мать Дороти, не оставившая мечту стать писательницей). Вскоре Дик представил Бучеру свои опыты, и тот одобрил рассказ в жанре фэнтези, а выдержанные в реалистическом духе наброски оставил без внимания. Вдохновлённый поддержкой, Дик в октябре 1951 года продал первый научно-фантастический рассказ «Рууг» журналу Fantasy & Science Fiction (издан в ноябре 1953 года). Первой публикацией стал рассказ «Там простирается вуб», напечатанный в Planet Stories в июле 1952 года. Филип оставил работу в музыкальном магазине (или был уволен) и начал писать научно-фантастические рассказы для Бучера и других журналов. Филип продолжил работать и над реалистическими произведениями, которые надеялся однажды издать, хотя не рассчитывал на их немедленный успех у читателей.
Клео поддерживала мужа в работе, и старые знакомые отмечали, что Филип стал выглядеть увереннее. Несмотря на агорафобию, Филип и Клео дважды путешествовали на машине — сначала на юг, в Охай (не к нелюбимой Диком школе, а к окрестным горам), а затем предприняли большое путешествие на запад. Они объехали Скалистые горы, посетили, в частности, Вайоминг (город Шайенн запомнился Дику и часто появлялся в его книгах) и доехали до Арканзаса, сознательно минуя общеизвестные достопримечательности вроде Гранд-Каньона. Поскольку в 1950-е годы в США врачи свободно выписывали аналоги амфетаминов от тревожности и депрессии, Дик, по-видимому, продолжил их употребление, хотя Клео впоследствии упоминала только о лекарствах от тахикардии.

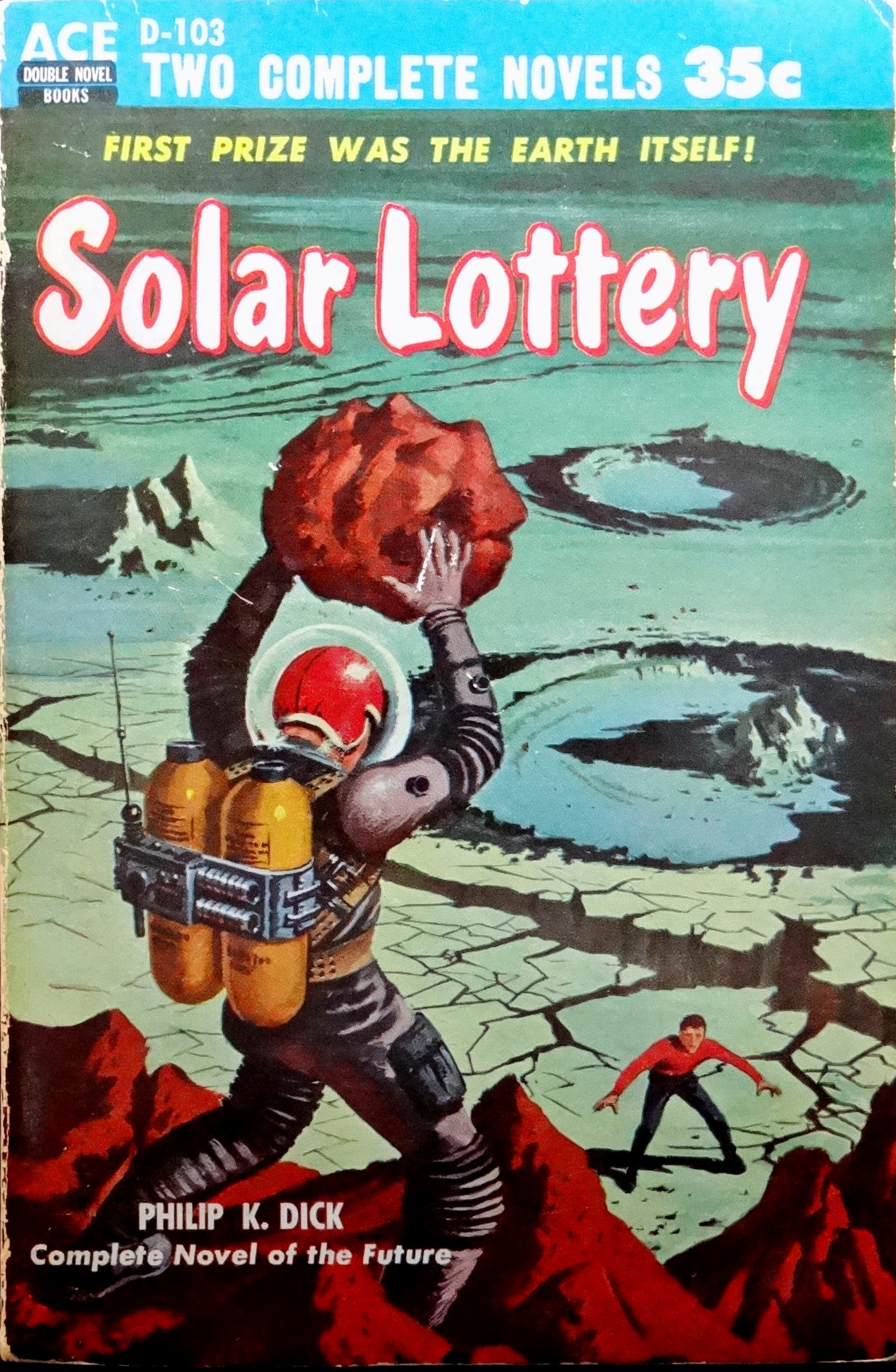
Первый роман Дика — «Солнечная лотерея» (1955)

Первые три года литературной карьеры Дик писал много рассказов для различных дешёвых журналов (If, Amazing Stories, Galaxy Science Fiction и других), хотя преуспел не сразу — однажды почтальон принёс 17 писем с отказами. Как правило, если рукопись возвращали с отказом, Филип и Клео утюжили погнувшиеся листы и сразу же отправляли её в другой журнал. После публикации первых рассказов Дик задумался о написании романа по образцу своего кумира Альфреда ван Вогта. Его первый роман, «Солнечная лотерея», был закончен к марту 1954 года и опубликован в следующем году, критики тепло его приняли. Сам он критически относился к своей деятельности: большинство своих ранних работ он называл второсортными, а их успех связывал с низкими планками, принятыми в этом жанре в начале 1950-х годов.

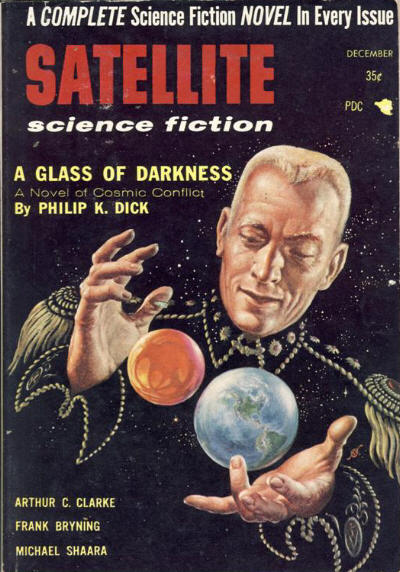
Иллюстрация Фрэнка Келли Фриса к роману «Марионетки мироздания» (журнал Satellite Science Fiction, декабрь 1956 года)

В 1951—1958 годах Дик написал несколько десятков научно-фантастических рассказов и тринадцать романов (шесть опубликованных научно-фантастических и семь реалистических, которые были изданы значительно позднее). В 1950-е годы в США всего два издательства публиковали научно-фантастические романы, и до 1964 года Дик публиковался только в профильной серии издательства Ace Books. Бизнес-модель издательского дома, принадлежавшего медиамагнату Аарону Уину, строилась на скупых гонорарах авторам. Книги обычно издавались в сдвоенном формате, поэтому некоторые романы Дика безжалостно сокращались (например, «Человек, который умел шутить»). С редактором Ace Books Дональдом Уолхеймом Дик хорошо ладил, хотя за всё время многолетнего сотрудничества они виделись лишь однажды, в 1969 году. К концу 1950-х годов некоторые рассказы и романы писателя были переведены на итальянский, немецкий, французский, японский языки.
Первоначальный вариант одного из лучших ранних романов Дика, «Небесное око», содержал острые нападки на американских консервативных христиан — мировоззрение антагониста Артура Сильвестра было основано на ветхозаветном прочтении Библии. Однако Уолхейм из Ace Books (по другой версии — владелец издательства Аарон Уин) опасался оскорбить чувства верующих и влиятельных общественных организаций и начал убеждать Дика изменить религиозные взгляды Сильвестра с христианского фундаментализма на «небольшой вымышленный культ». Чтобы добиться согласия автора, Уолхейм пообещал ему напечатать книгу не в сдвоенном формате, а отдельным изданием. Дик согласился и изобразил Сильвестра приверженцем пародийной секты внутри бабизма, адепты которой уверовали, увидев пророка Баба в чикагской закусочной. Несмотря на благожелательные отзывы на роман, в 1957 году Дик заявил, что перестаёт писать, и некоторое время был верен своему обещанию. Возможной причиной творческого отпуска считаются проблемы в личной жизни — после переезда из Беркли в Пойнт-Рейес-Стейшен в 1958 году Дик познакомился с Энн Уильямс-Рубинштейн. В результате бурного романа Филип разошёлся с Клео и женился на Энн. 25 февраля 1960 года у них родилась дочь Лора.

### 1960-е годы: активное творчество
В течение двух лет после свадьбы Дик писал мало научно-фантастических работ (расширил два ранних рассказа до размера романов — «Доктор Будущее» и «Молот Вулкана»). Своё творчество в 1958—1960 годах он характеризовал как литературную подёнщину (hack work). Некоторое время он помогал жене делать ювелирные украшения. Литературу Дик не оставил, переключившись на работу над «мейнстримовыми» романами. Издательство Harcourt & Brace отказалось от трёх его романов (написанные в 1959—1960 годах «Исповедь недоумка» и «Человек, который имел абсолютно одинаковые зубы», а также переработанная версия раннего неизданного романа — «Шалтай-Болтай в Окленде»), но предложило написать новый роман. Дик побоялся ехать в Нью-Йорк для обсуждения деталей, и сделка сорвалась.
К нежеланию издательств публиковать его реалистические романы добавились и проблемы в семье: в конце 1960 года Энн забеременела в пятый раз и убедила в необходимости аборта мужа, который был категорически против. Кроме того, она по каким-то причинам (возможно, в шутку) иногда представляла Филипа друзьям по имени своего умершего мужа, что, по воспоминаниям Дика, выводило его из равновесия. Энн впоследствии вспоминала о раздражительности супруга и внезапных вспышках гнева. Биограф Дика, клинический психолог Кайл Арнольд, связывал творческий и личностный кризис писателя как с болезненными воспоминаниями о детстве, так и с побочными эффектами приёма метамфетаминов — в частности, с деградацией дофаминовых рецепторов мозга. У писателя ухудшилось здоровье, однажды он попал в больницу с пилороспазмом; врач порекомендовал не налегать на кофе (возможно, Филип умолчал о пристрастии к амфетаминам) и чаще расслабляться. Писатель открыл для себя «Книгу Перемен» (И цзин) и увлёкся её предсказаниями.

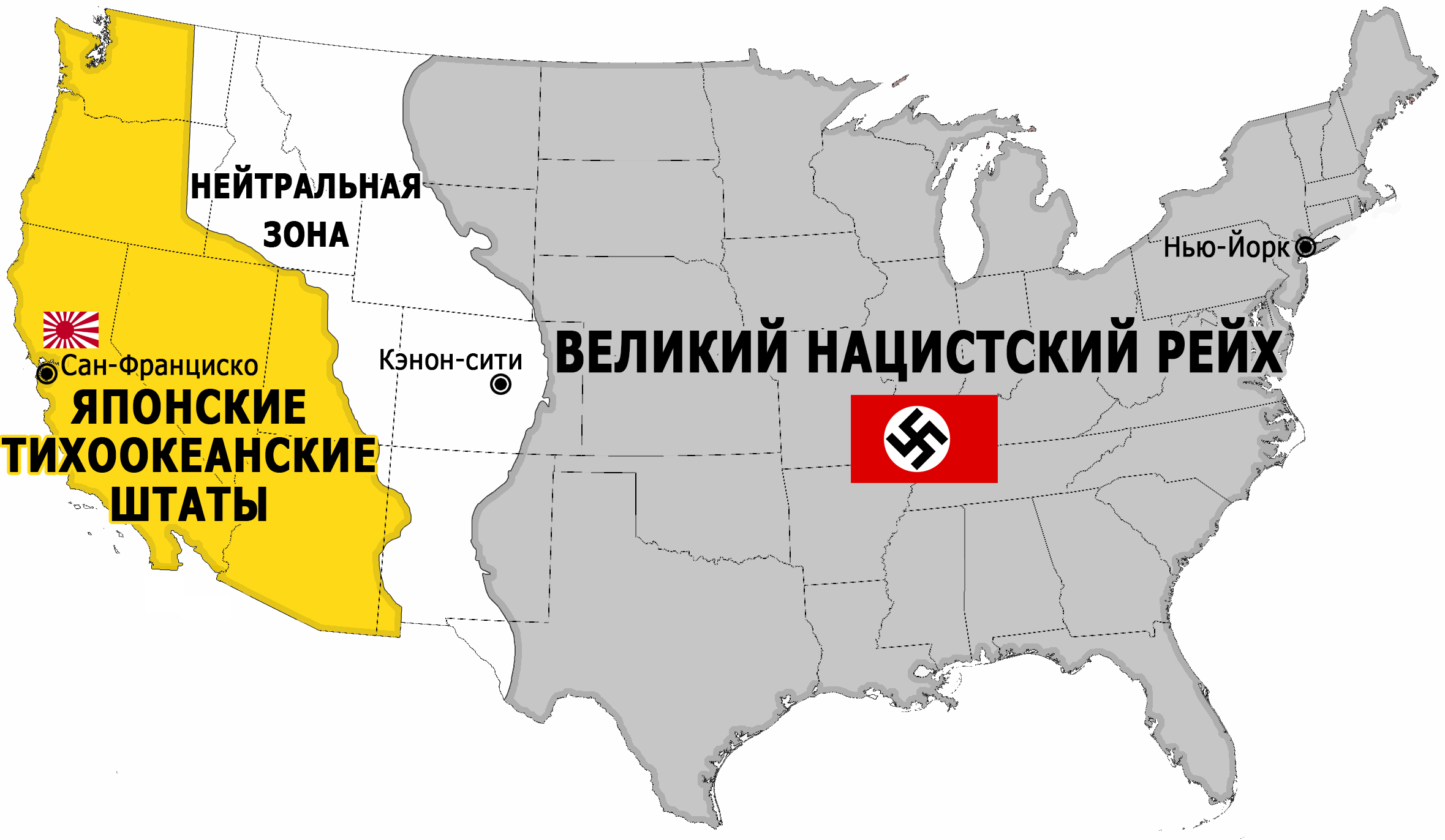
Сеттинг романа «Человек в высоком замке»: США, разделённые между Германией на востоке и Японией на западе

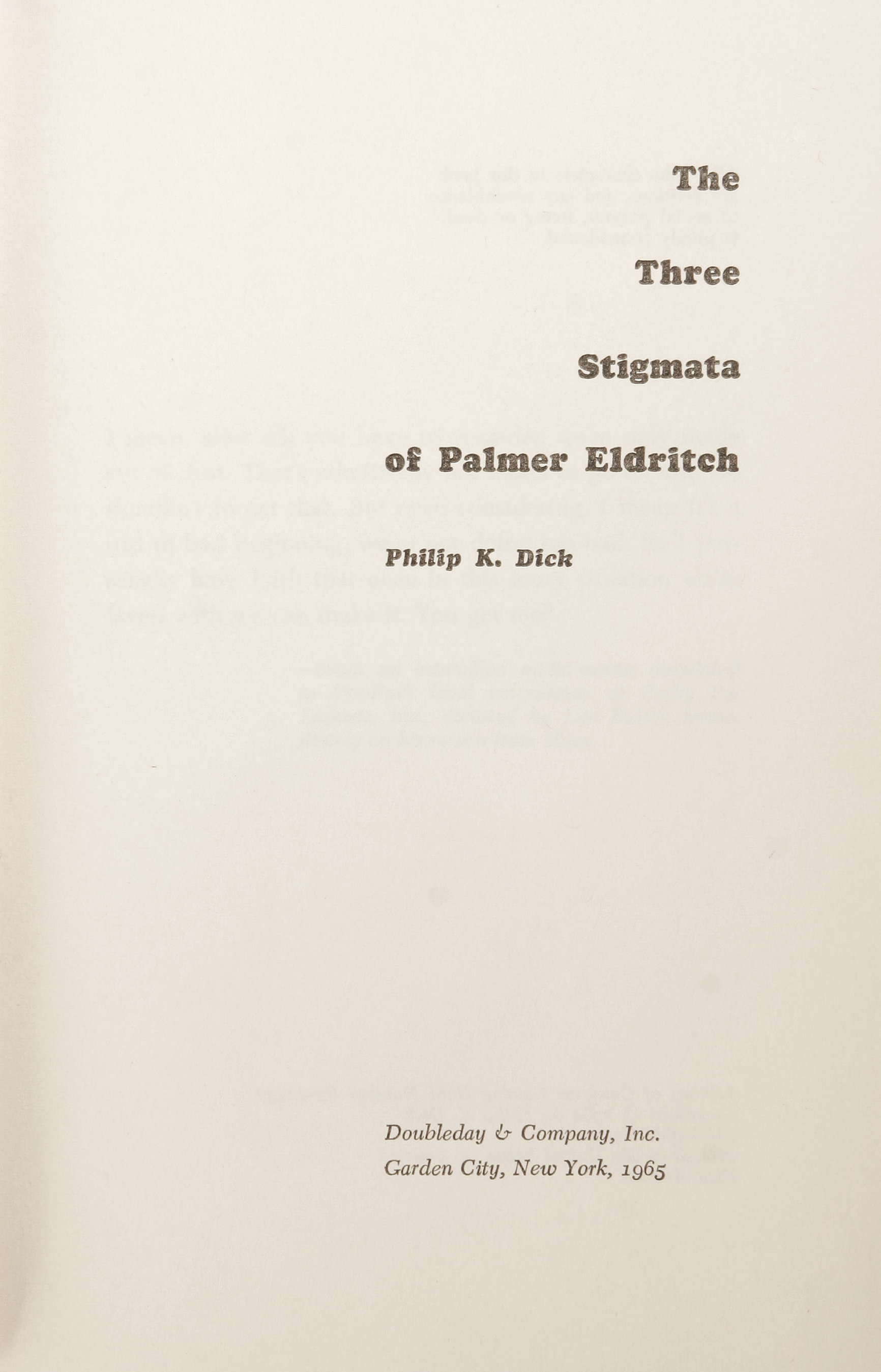
«Три стигмата Палмера Элдрича», титульный лист (1965)

С творческим кризисом Филип справился, последовав совету психотерапевта: на время забыть о работе и налогах, и написать книгу. Результатом стал роман «Человек в высоком замке», за который Филип в 1962 году получил высшую награду в мире научной фантастики, премию «Хьюго». Процесс написания романа существенно отличался от других работ Дика: обычно он начинал с длительного продумывания деталей сюжета и характеров персонажей, но к написанию «Человека в высоком замке» приступил спонтанно, имея в запасе лишь давнюю идею об альтернативном мире, в котором Германия и Япония победили во Второй мировой войне и оккупировали США. По воспоминаниям Дика, к написанию романа он приступил только для того, чтобы не помогать жене в изготовлении бижутерии. Дик вспоминал: «Она [Энн] поручала мне всю дерьмовую часть работы, и я решил сделать вид, будто пишу книгу». Отсутствие подготовительного этапа Филип компенсировал частыми консультациями с «Книгой Перемен» (Дик содействовал её популяризации в США упоминаниями в романе и рассказами о её роли в написании книги). Туманное посвящение романа («Моей жене Энн, без чьего молчания эта книга не была бы написана») Сутин объясняет тем, что Филип продолжил работу над книгой в хижине недалеко от дома. При написании книги Дик использовал свой опыт работы с документами СС, попавшими в архив университета в Беркли, и давний интерес к немецкой культуре и Тридцатилетней войне. Энн стала прототипом бывшей жены главного героя Джулианы.
«Человек в высоком замке» писался для широкого круга читателей и был опубликован в престижном издательстве Putnam. Книга рекламировалась как политический триллер в духе Питера Джорджа или Юджина Бёрдика, однако переиздание в мягкой обложке для рынка научной фантастики оказалось более успешным, чем мейнстримовая публикация. Успех романа подтвердил интерес к его творчеству, что положительно сказалось на работоспособности писателя, хотя Дик продолжал получать сравнительно небольшие гонорары. Он нуждался в финансах: Энн тратила много денег на себя, на троих детей от своего первого брака и на Лору. В 1963—1964 годах не без помощи амфетаминов было написано 11 романов, включая «Три стигмата Палмера Элдрича», «Кланы Альфанской луны» и «Доктор Бладмани».
По инициативе Энн супруги стали посещать церковь епископального (англиканского) направления в Инвернессе, а в январе 1964 года Филип, Энн и её дети приняли крещение. В церкви святого Колумбана пара познакомилась с Марен Хакетт, которая однажды привела к ним на ужин приёмную дочь Нэнси — будущую четвёртую жену Дика. Близкое столкновение с христианской обрядностью и догматикой стимулировало интерес Филипа к христианству, особенно к гностицизму. Обращение к религии происходило на фоне нарастания проблем между супругами. В середине 1960-х годов у Дика начала развиваться паранойя (он, в частности, полагал, что жена планирует убить его), которую иногда объясняют сочетанием психологических причин и приёма амфетаминов. Дик начал принимать антидепрессанты. Энн позднее вспоминала, что из аптек приходили счета на множество разных лекарств. Супруги начали часто ссориться. Однажды Филипу удалось добиться заключения Энн в психиатрическую лечебницу на несколько недель, после выписки ей прописали мощный нейролептик стелазин.
В июне 1964 года Филип подал на развод с Энн и переехал в Окленд, где некоторое время жил со своей поклонницей Гренией Дэвис, которую знал по переписке. В том же году Марен Хакетт познакомила его с епископом Джеймсом Пайком, неортодоксальным христианским теологом, заметной фигурой в общественной жизни США. Взгляды Пайка, которые довольно прогрессивная Епископальная церковь осудила как еретические, оказали значительное влияние на Дика, а епископ стал его другом и прототипом героя позднего романа «Трансмиграция Тимоти Арчера». Дик начал жить с Нэнси, а Марен стала любовницей епископа. Несмотря на 15-летнюю разницу в возрасте (на момент знакомства Нэнси был 21 год), в июле 1966 года Филип и Нэнси поженились, их обвенчал Джеймс Пайк. В середине 1960-х годов, после развода с Энн, Дик принял ЛСД в компании приятелей, но затем отказался от его употребления, испугавшись страшных галлюцинаций. 15 марта 1967 года у Филипа и Нэнси родилась дочь Изольда-Фрея (Иза). Филип вновь начал активно писать.

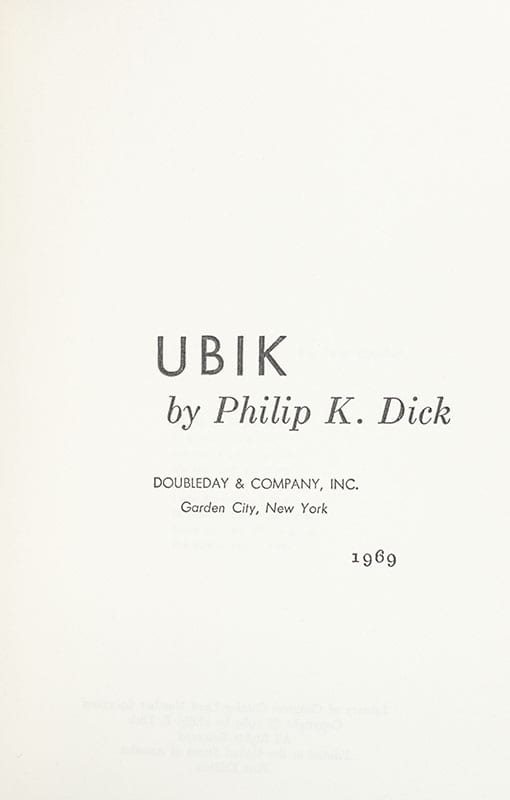
Титульный лист первого издания «Убика» (1969)

За время совместной жизни с Нэнси Филип написал 9 романов и несколько рассказов и подготовил наброски ещё для трёх романов. Ему удавалось писать романы за небольшой промежуток времени — иногда за 2—3 недели. Во второй половине 1960-х он написал такие известные книги, как «Убик», «Мечтают ли андроиды об электроовцах?» и бо́льшую часть романа «Пролейтесь, слёзы...», 140 страниц черновиков которого Дик напечатал, проработав 48 часов подряд. По воспоминаниям Нэнси, полное погружение в работу помогало Дику преодолеть депрессию. Впрочем, работоспособность Филипа в значительной степени поддерживали причудливые сочетания разных лекарств. Легальные амфетамины, транквилизаторы и антидепрессанты он получал от целой группы докторов, перед которыми, вероятно, симулировал нужные симптомы, а некоторые вещества покупал у различных уличных драгдилеров. Он попробовал мескалин: его действие неприятно поразило писателя, но повлияло на сюжет романа «Пролейтесь, слёзы...». Помимо рассказов и романов, Дик написал сценарную концепцию (treatment) телешоу об инопланетянах, тайно начавших захват Земли. Эта работа не была экранизирована. Писатель продолжал активно консультироваться с «Книгой Перемен», хотя перестал использовать её для разработки сюжета (ему пришлось купить новую книгу, поскольку первый экземпляр пришёл в полную негодность). Несмотря на плодотворную работу, он не мог содержать семью в одиночку и сокрушался, что скромный оклад работавшей на почте Нэнси пополняет семейный бюджет больше, чем его гонорары. Эффект от получения премии «Хьюго», подстегнувший продажи его романов, миновал. Первый взнос за новый дом для молодой семьи оплатила Дороти с новым мужем, а к середине 1970 года Филип подал заявление на получение льготных продуктовых талонов как малоимущий.
В 1967—1969 годах Дик пережил несколько тяжёлых потрясений — покончила жизнь самоубийством Марен Хакетт, которая поддерживала молодожёнов, а вскоре умерли Энтони Бучер и Джеймс Пайк. В августе 1969 года Дик попал в больницу из-за панкреатита и острой боли в почках. В сентябре 1970 года Нэнси ушла от него к соседу-афроамериканцу, забрав дочь; Филип предположил, что её похитили «Чёрные пантеры». Дик остро переживал претензии со стороны Налогового управления США (IRS), которое полагало, что он указывал неточные суммы доходов. Другой проблемой была паранойя — писатель полагал, что в одной из своих книг он случайно раскрыл важнейшие государственные тайны. Под наибольшим подозрением автора были роман «Предпоследняя правда»  и рассказ «Вера наших отцов».

### Начало 1970-х годов: творческий кризис и всемирное признание
В 1970 году, после ухода Нэнси, Дик практически перестал писать. В его доме в Санта-Венеции поселились брат Нэнси и бывший муж её сестры, а со временем Филип открыл двери дома для всех желающих, однако его дом не стал притоном: обычно люди приходили послушать музыку и провести время, а Дик всячески старался помочь тем из них, кто сталкивался с проблемами в жизни. Почти никто из гостей (Филип называл их стилягами или шпаной) не знал, что Дик — крупный писатель; коллеги посещали его нечасто. Денег на оплату жилья у него не было, он часто брал взаймы у матери и друзей. Очевидцы вспоминали, что Филип злоупотреблял амфетаминами, проводил несколько дней на ногах, после чего отдыхал двое суток. Таблетки он растворял в молочных коктейлях, а из твёрдой пищи в его рационе преобладали замороженные пироги с курятиной и печенье с шоколадной крошкой. Филип был подвержен перепадам настроения и обострению паранойи и иногда видел в некоторых посетителях своего дома потенциальных убийц. Его дневники свидетельствуют о том, что он осознавал возможность появления этих идей из-за побочных эффектов амфетаминов. В 1971 году Дик трижды по собственной инициативе пытался лечь в психиатрическую больницу в Стэнфорде. Он утверждал, что принимал до тысячи таблеток метедрина (метамфетамина) в неделю, 4 раза в день — стелазин и другие транквилизаторы. Первый лечащий врач описывал Дика как «оптимистичного, дружелюбного и сострадательного». Анализы показали, что писатель успешно восстанавливался после перенесённого панкреатита, а повреждения внутренних органов у него обнаружены не были, как и нарушения интеллекта. Его по очереди осмотрели трое психиатров, но не пришли к консенсусу, диагностировав шизофрению, паранойю и симуляцию.
В ноябре 1971 года в доме Дика, по его словам, произошёл взрыв, а имущество было частично разграблено. Писателя в этот момент не было дома. Полиция не нашла подозреваемых, а один из офицеров устно посоветовал ему покинуть округ Марин. Дик часто возвращался к этому эпизоду и выдвинул множество версий произошедшего. Опасаясь за свою жизнь, Дик воспользовался приглашением посетить научно-фантастический конвент в канадском Ванкувере. 16 февраля 1972 года он прибыл в Ванкувер. После тёплого приёма Дик заговорил о возможном переезде в Канаду, но вскоре впал в депрессию. 23 марта 1972 года он совершил попытку самоубийства, но выжил и был доставлен в реабилитационную клинику, где прекратил принимать наркотики. Уже в апреле 1972 года Дик вернулся в США.

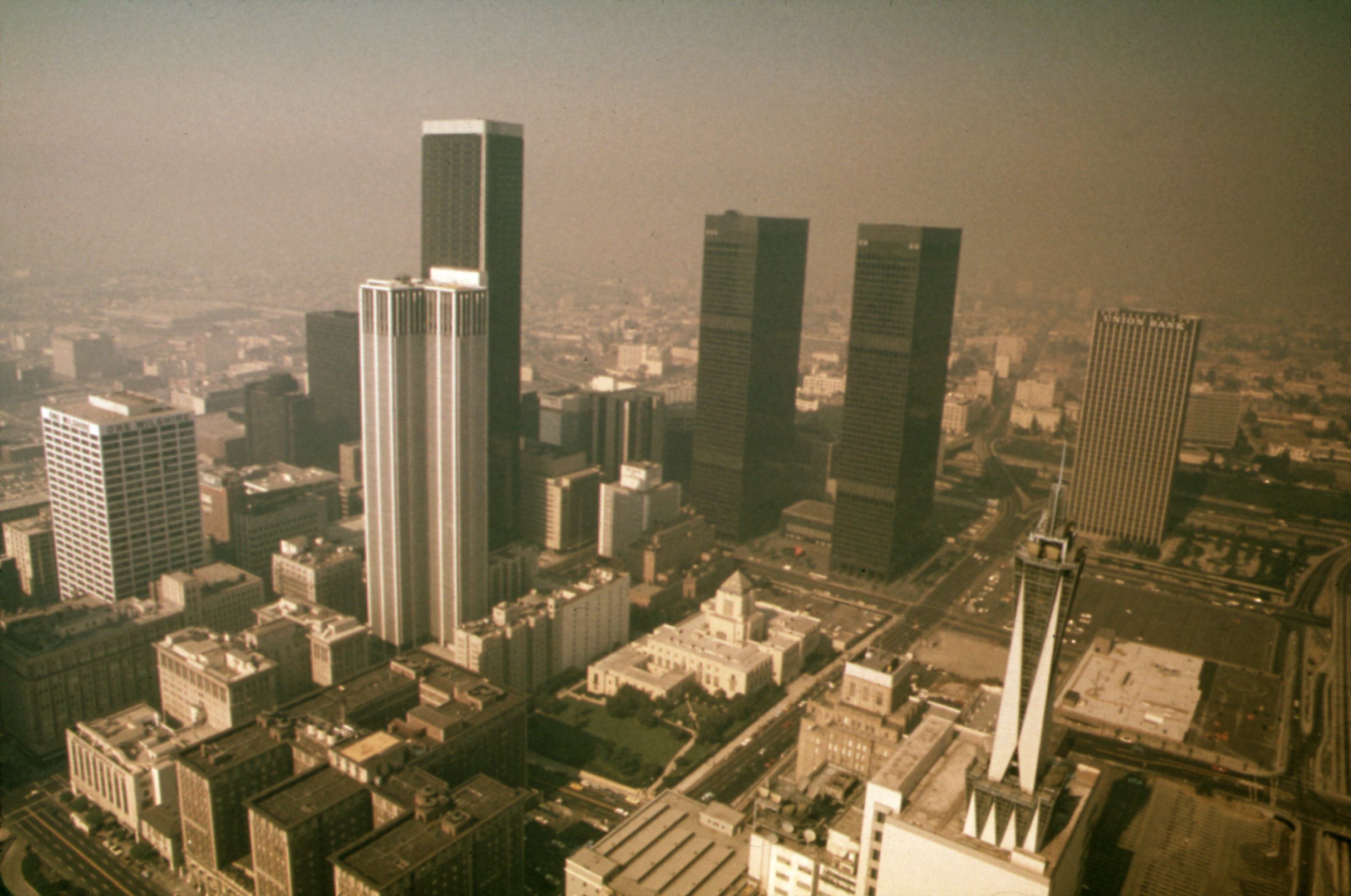
Смог в Лос-Анджелесе в сентябре 1973 года

По приглашению Уиллиса Макнелли — литературоведа, занимавшегося изучением научной фантастики, он обосновался в университетском городке Фуллертон в окрестностях Лос-Анджелеса. Для социализации писателя Макнелли поселил его возле своих студентов. В этом окружении летом 1972 года Филип познакомился с Лесли (Тессой) Басби, которой было 18 лет. Сначала Дик подозревал, что она — агент тайной организации, ворвавшейся в его дом в прошлом году, но затем они начали жить вместе. В октябре Филип оформил развод с Нэнси. Суд оставил дочь с матерью, что огорчило Дика. В апреле 1973 года Филип и Лесли поженились, а 25 июля родился сын Кристофер. Филипа иногда приглашали прочесть лекции (guest lecture) в университете. Некоторая стабильность в личной жизни позволила Дику снова писать в обычном напряжённом ритме. Впрочем, изнурительная работа обострила проблемы со здоровьем: уже в конце 1972 года он попал в больницу с воспалением лёгких, а вскоре его врач диагностировал потенциально опасную гипертензию. Возобновилась и прежняя паранойя: писателю казалось, что за ним охотится не только налоговое управление, но и спецслужбы США и/или СССР.
За время творческого перерыва в 1971—1972 годах книги Дика стали популярными в Европе, особенно после публикаций «Убика» и «Мечтают ли андроиды…». В 1974 году Дика посетила группа литературных критиков, трактовавших «Убик» в антикапиталистическом духе, а молодой режиссёр Жан-Пьер Горен договорился с писателем об экранизации и убедил его адаптировать книгу для нужд сценария, но не сумел найти финансирование для съёмок. Гонорары от продаж в Великобритании, Франции и ФРГ поправили финансовое положение Дика, а стараниями Станислава Лема «Убик» издали в Польше (хотя автор и не получил обещанный гонорар). Благодаря растущей международной известности к Дику стали наведываться английские и французские журналисты. Американская киностудия United Artists выкупила право на экранизацию «Мечтают ли андроиды…», выплатив автору 2000 долларов. В 1972—1974 годах Дик завершил работу над «Пролейтесь, слёзы...» и написал основную часть «Помутнения».

### Видения 2-3-74 и их последствия

Ихтис в образе рыбы

В феврале-марте 1974 года Дик столкнулся с серией видений, снов и событий, которые оказали решающее влияние на его дальнейшую жизнь (с подачи Дика их называют «2-3-74»). Информация о видениях базируется исключительно на сообщениях самого Дика, который записывал свои переживания и пытался их интерпретировать. Первые видения посетили писателя вскоре после того, как 20 февраля он заметил кулон в форме рыбы на девушке-фармацевте, доставившей ему обезболивающее. Связанный с христианством образ рыбы (ихтис), по словам Дика, открыл ему воспоминания о далёкой древности, о временах Римской империи, почерпнутые из платоновского мира идей. В разное время Дик отождествлял своего посредника в познании прошлого с Симоном Волхвом, с одним из ранних христианских мучеников по имени Фома и с бестелесной сущностью «Яркий огонь» (англ. Firebright). Сутин полагал, что у Дика усилилась паранойя — он боялся стать жертвой правительства; писатель считал Фому своим предшественником — хилиастом и «революционным идеалистом», который боролся за свободу и справедливость. С этой перспективы американская реальность начала семидесятых представлялась грандиозной космической иллюзией, «Черной железной тюрьмой» политического угнетения и детерминизма, частью которой была администрация Ричарда Никсона — вариация тирании Древнего Рима. Писателя преследовали кошмары, перекликавшиеся с предшествующими видениями и ухудшавшие его состояние. Очень яркие сны казались Дику реальными воспоминаниями. Тесса вспоминала, что Филип издавал во сне странные звуки и говорил на латинском языке. Он стал плохо спать и на пятую бессонную ночь увидел лучи мерцающего света, которые, по его словам, синхронизировались с мыслями. Вскоре появились образы и нечеловеческий «голос искусственного интеллекта» (англ. AI voice), который Дик позднее отождествлял с богинями (Афродитой, Артемидой—Дианой, Афиной—Минервой, Софией) или с сестрой Джейн.
В попытке рационально объяснить свои галлюцинации писатель рассматривал версию о секретном психическом оружии, с помощью которого либо КГБ пытался его завербовать, либо ФБР проверяло его лояльность. По собственному признанию, он много раз звонил в ФБР и писал в его лос-анджелесское отделение, чтобы успокоиться и доказать свою благонадёжность. Письма в ФБР содержали, в частности, обвинения в адрес С. Лема и группы американских и французских «критиков-марксистов». В письме от 2 сентября 1974 года он обвинил Лема в «пропаганде коммунизма в США», утверждая, что под этим именем действует «целый комитет» из троих марксистов, включающий литературного критика и философа Фредрика Джеймисона, литературоведа Питера Фиттинга и австрийского переводчика Франца Роттенштайнера, выполняющих приказы «Партии» за «Железным занавесом». Когда Филипа посетила группа французских левых критиков, писатель на всякий случай сообщил о них в ФБР, которое, впрочем, оставило его заявления без внимания. Он написал письмо Никсону, которого обычно считал диктатором. Мотивы Дика остаются неясными, его действия (позднее он о них сожалел) вызвали полемику и расценивались как сумасшествие, продажность или попытка уничтожить академическую репутацию левых критиков; возможно, он опасался обвинений в симпатиях к СССР. Сутин считал, что после периода напряжённых отношений с властями писатель убедил себя в лояльности к США.
Впоследствии Дик искал объяснения галлюцинациям в теологии, ведя дневник с записью и интерпретациями видений — «Экзегезы» (богословские толкования; англ. Exegesis). К концу жизни Филипа дневник достиг восьми тысяч страниц, в основном рукописных. «Экзегезы» послужили основой для романов  «ВАЛИС» и «Свободное радио Альбемута». Дик, по собственному признанию, стал видеть свои прежние жизни и тексты на незнакомых ему языках. В письме Клаудии Буш от 8 июля 1974 года он сообщал: «Все мои мысли и переживания во снах концентрируются на эллинистическом периоде, с некоторыми включениями из предшествовавших культур. Лучший способ описать это — сказать, что ночью мой разум полон мыслей, идей, слов и понятий, которые можно было бы найти у высокообразованного грекоговорящего учёного, жившего не позднее III века н. э. где-то в Средиземноморье в Римской империи». Позднее он говорил, что его эзотерический опыт продлился 11 месяцев, и предположил, что он мог быть связан «с дисфункцией пространства-времени». Друг Дика Норман Спинрад, с которым он делился переживаниями, писал, что Филип не столько верил в происходящее с ним, сколько пытался найти всему разумное объяснение. В поисках ответов он штудировал Британнику, Философскую энциклопедию, специальные работы по древним и современным религиям и литературу по нейробиологии.
Некоторые исследователи (Сутин и др.) усматривали причину видений и неконтролируемой графомании «Экзегезов» в недиагностированной височной эпилепсии; другое возможное объяснение — биполярное расстройство I типа. Сутин связывал острые галлюцинации Дика с тремя фармакологическими факторами: во-первых, в феврале 1974 года Филип получил новые обезболивающие после лечения зуба мудрости. Во-вторых, он прочитал в медицинских журналах об опытах с огромными дозами витаминов для улучшения работы мозга у шизофреников и попробовал повторить их на себе, иногда ошибаясь с дозировкой. В-третьих, он продолжал применять антидепрессанты — препараты лития. Ряд авторов, включая Сутина, предполагали, что Дик сохранял самоиронию, юмористическую дистанцию от галлюцинаторных видений. События 2-3-74 расценивались и как настоящий духовный опыт, подлинное мистическое (то есть символическое) откровение. 

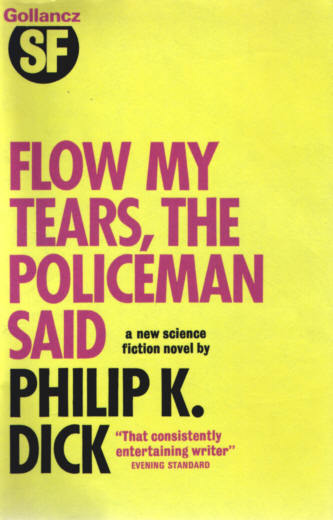
«Пролейтесь, слёзы...» (1974)

Одновременно с попытками осмысления галлюцинаций писатель занялся решением сугубо прагматичного финансового вопроса. В мае 1974 года Дик угрожал своему агентству Meredith Agency разрывом отношений, считая, что оно сговорилось с Doubleday (издателем «Пролейтесь, слёзы...») в утаивании авторских отчислений, и вёл переговоры с независимым агентом. Впрочем, агентство выслало ему чек на 3 тысячи долларов за прежние публикации, и Дик остался их клиентом. Коммерческий успех «Пролейтесь, слёзы...», номинированного на престижные премии «Небьюла» и «Хьюго» и получившего мемориальную премию Джона Кэмпбелла, позволил издателям Дика заработать и на продаже его ранних работ четырёхзначными тиражами. В 1975 году значительную долю доходов Дика составили гонорары от продаж его книг за рубежом — в Великобритании, Франции, Италии, ФРГ, Швеции, Нидерландах и Японии. Его материальное положение заметно улучшилось. В 1977 году Дик впервые посетил Европу: его пригласили на фестиваль научной фантастики во французском Меце в качестве почётного гостя. И писатель, и европейские поклонники остались довольны мероприятием. В середине 1970-х годов рост внимания к научной фантастике привлёк в эту индустрию большие деньги, и Дик впервые начал получать огромные гонорары — до 20 тысяч долларов за простое переиздание старых романов. Многие выгодные предложения поступили от поклонников его творчества — молодого литературного агента Meredith Agency Рассела Галена и редактора издательства Bantam Books Марка Хёрста.
Видения «2-3-74» сильно отразились на творчестве Дика: он пытался воплотить переживания в привычной форме научно-фантастического романа, но терпел неудачу, что подпитывало творческий кризис. Впрочем, он закончил «Помутнение» и серьёзно отредактировал роман по совету издательства, довёл до завершения давний совместный проект с Роджером Желязны «Господь Гнева». В 1976 году Дик отправил в издательство рукопись романа «Валисистем А» (впоследствии опубликован как «Свободное радио Альбемута»), а когда М. Хёрст попросил Дика внести небольшие правки в текст, писатель занялся написанием романа «ВАЛИС», который был готов к ноябрю 1978 года.
Вскоре после рождения Кристофера появились первые признаки разлада с Тессой: её попытки создать атмосферу семейного уюта в доме были неодобрительно встречены Филипом. Писатель резко выступал против превращения семьи в типичных представителей среднего класса. Дик флиртовал со случайными знакомыми и поклонницами и сблизился с подругой жены Дорис, а когда та заболела раком, заботился о ней. В начале 1976 года Дик попытался покончить жизнь самоубийством. Он выжил и был доставлен в больницу — сначала в реанимацию, а затем в психиатрическое отделение. Вскоре они с Тессой разошлись. Тяжело больная Дорис снимала комнату по соседству, но отказалась выходить за Филипа замуж. Дик продолжал получать массу лекарств по рецептам, для чего был вынужден посещать групповую терапию.

### Последние годы жизни
В начале 1979 года здоровье Дика заметно ухудшилось — из-за высокого давления у него начались микроинсульты. Известно, что он принимал антигипертензивные средства от высокого давления, лекарство от аритмии, болеутоляющее и три разных антидепрессанта (от последних он пробовал отказаться).
В 1980 году наметились подвижки в экранизации «Мечтают ли андроиды…» («Бегущий по лезвию»). В Голливуде на фильм возлагали большие надежды и прочили ему повторение успеха «Звёздных войн». В декабре Дик прочитал сценарий Хэмптона Фэнчера, и он ему чрезвычайно не понравился. Студия наняла Дэвида Пиплза, чтобы переписать его. Не читавший литературный первоисточник Пиплз считал сценарий своего предшественника отличным и не слишком изменил его, но его вариант понравился Дику куда больше. Дик хорошо осознавал разницу между литературой и кинематографом и потому нормально отнёсся к исчезновению и изменению некоторых элементов сюжета в сценарии. В начале 1981 года начались съёмки. Вскоре отношения писателя с Голливудом омрачились желанием киностудии переписать роман, приблизив его к сценарию, и издать под названием «Бегущий по лезвию». Чтобы добиться согласия Дика, юристы компании пообещали ему огромный гонорар (до 400 тысяч долларов в случае кассового успеха фильма), но напомнили, что они имеют право издавать любой связанный с фильмом материал длиной до 7,5 тысяч слов без согласия писателя. Стороны договорились о переиздании романа Дика под новым названием; студия получала 1 % роялти. Когда были закончены съёмки «Бегущего по лезвию», писатель окончательно сменил осторожное отношение к фильму на одобрение. Летом 1981 года он увидел по телевизору небольшой ролик с кадрами из будущего фильма и остался доволен увиденным. В ноябре киностудия пригласила Дика на персональный просмотр подготовленных для монтажа сцен со спецэффектами. Дик, всегда интересовавшийся проблемой конструирования реальности, с юмором отметил, что Голливуд «может симулировать всё, что придумает человеческий разум… и создать ощущение, что всё это реально».

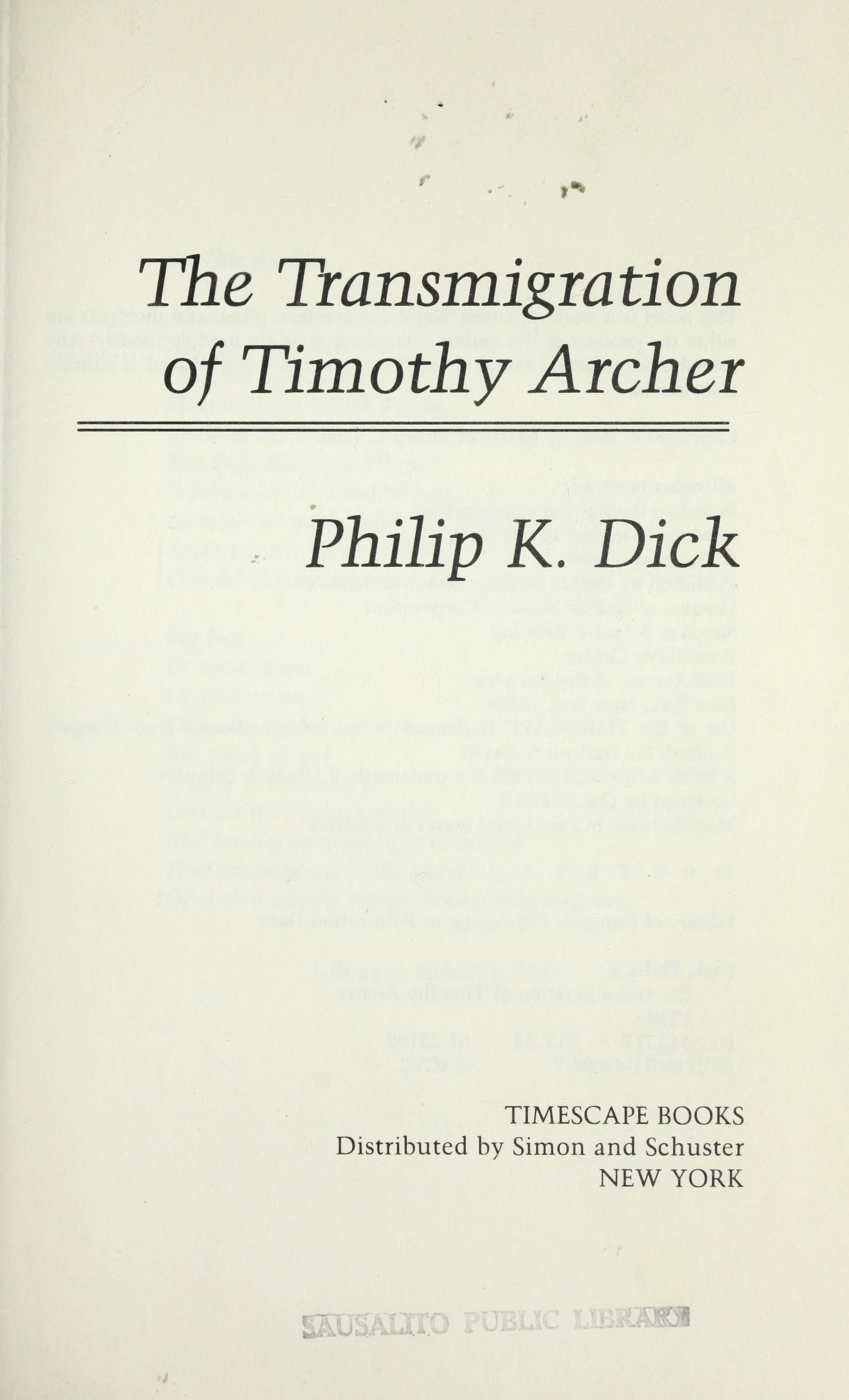
Титульный лист «Трансмиграции Тимоти Арчера» (1982)

Филип подумывал вернуться к альтернативной истории — в январе 1980 года он разрабатывал сюжет романа «Деяния Павла» (The Acts of Paul) о мире, в котором место христианства в качестве мировой религии заняло манихейство. Завершив работу над романом «Всевышнее вторжение» 22 марта, Дик перестал слышать «голос ИИ», однако 17 ноября 1980 года голоса вернулись. В апреле 1981 года Дэвид Хартвелл, редактор престижного нью-йоркского издательства Simon & Schuster, заключил с Диком крупный контракт на написание двух книг (реалистический роман «Трансмиграция Тимоти Арчера» и научно-фантастический — «Сова при дневном свете») и переиздание «Исповеди недоумка». На встрече Дик поразил Хартвелла шестичасовым рассказом о том, какой будет «Трансмиграция», и вскоре начал интенсивно работать над текстом.
В январе 1982 года Дик узнал по радио о синкретическом мистическом учении Бенджамина Крема и, познакомившись с его идеями, нашёл в них много общего со своими видениями. В начале года Дик начал готовиться к поездке во французский Мец, куда его пригласили в качестве специального гостя, надеясь по пути посетить Нью-Йорк, где он никогда раньше не был, и заехать в Германию. В середине февраля 1982 года писатель жаловался лечащему врачу на резкое ухудшение зрения. Когда он перестал отвечать на звонки, соседи нашли его в бессознательном состоянии на полу. В больнице диагностировали инсульт и на время вернули его в сознание, но он потерял способность говорить. Вскоре его состояние резко ухудшилось, последовали новые инсульты, и 2 марта 1982 года Филип Дик скончался от остановки сердца.
Дика похоронили в городке Форт-Морган в штате Колорадо, возле сестры Джейн. Многие черновики и документы, связанные с творчеством Дика, хранятся в библиотеке Университета штата Калифорния в Фуллертоне, которому их передал писатель в 1972 году. В переданных писателем материалах содержались наброски, черновики, копии рукописей, гранки научно-фантастических романов и рассказов и рукописи неопубликованных на тот момент реалистических произведений. Исходя из содержания, эти документы были разложены по 24 коробкам. Немало материалов хранится также у наследников Дика (Philip K. Dick Estate Archives) в Глен-Эллене.

## Личность

### Внешний вид
По описанию третьей жены Дика Энн, Филип был ростом «чуть ниже 6 футов» (менее 183 см), стройным, с тёмными волосами, высоким лбом и яркими серо-зелёными глазами. Л. Сутин, обильно цитировавший воспоминания Энн, писал о голубых глазах. К 1970-м годам он на некоторое время набрал лишний вес. До встречи с Энн Дик обычно брился, но новая жена разрешила ему отрастить бороду. Как правило, в периоды жизни холостяком Филип не заботился о своей одежде. Друзья детства вспоминали, что в молодости в Беркли он был похож на «ходячую мусорную урну». После ухода Нэнси его считали неряшливым даже по меркам «оборванных» шестидесятых.

### Образ жизни
Дик вёл умеренно замкнутый образ жизни. По воспоминаниям Тессы, во второй половине 1960-х годов в периоды интенсивной работы Филип работал до 2 часов ночи и вставал в 6 часов, чтобы продолжить. Во второй половине 1970-х годов он мог работать до 18—20 часов в сутки, с 10 утра до 5—6 часов ночи с небольшим перерывом около 17 часов. Чтобы сконцентрироваться на работе, ему требовалось полное отсутствие отвлекающих шумов, за исключением его музыки. На пишущей машинке он печатал очень быстро — до 80 или даже 100 слов в минуту. Дорис вспоминала, что Дик переключался от полной сосредоточенности на работе к полному вовлечению в социальную жизнь. Между написанием разных романов он старался на время отвлекаться от писательства, чтобы следующая книга не выходила слишком похожей на предыдущую.
Бо́льшую часть писательской карьеры Дик принимал амфетамины, которые влияли на его продуктивность. В интервью журналу Rolling Stone (1974) он утверждал: «Я думал, что существует прямая связь между амфетаминами и писательством». Л. Сутин считал, что «образ совершенного зла» — металлическое лицо в небе, увиденное Диком в результате амфетаминового психоза в 1963 году, — вдохновил описания Палмера Элдрича в одноимённом романе; некоторые критики усматривали влияние на роман ЛСД, что автор в 1978 году отрицал. Высокую скорость работы писатель шутливо объяснял, что если он не будет писать быстро, то не сможет сориентироваться в своих заметках и начисто забудет сюжет; он также шутил, что его книги пишет «волшебная пишущая машинка». Впрочем, Брайан Олдисс подчеркнул, что средняя производительность Дика далеко не самая высокая по меркам научно-фантастического жанра. Согласно Майклу Муркоку, Дик был не единственным писателем-фантастом, употреблявшим амфетамины и диазепам; по большей части он использовал адреналин и кофеин (а не галлюциногены), к которым зачастую прибегают плодовитые авторы.
Ещё в молодости Дик некомфортно чувствовал себя в новых ситуациях и с незнакомыми людьми. Однако при встрече с новыми людьми — как уличными бродягами, так и журналистами — он обычно производил впечатление дружелюбного, отзывчивого и харизматичного человека. Будучи самоучкой, Дик любил демонстрировать свою эрудицию и феноменальную память. Он нечасто посещал научно-фантастические конвенты, предпочитая проводившиеся в Калифорнии (но не все из них).

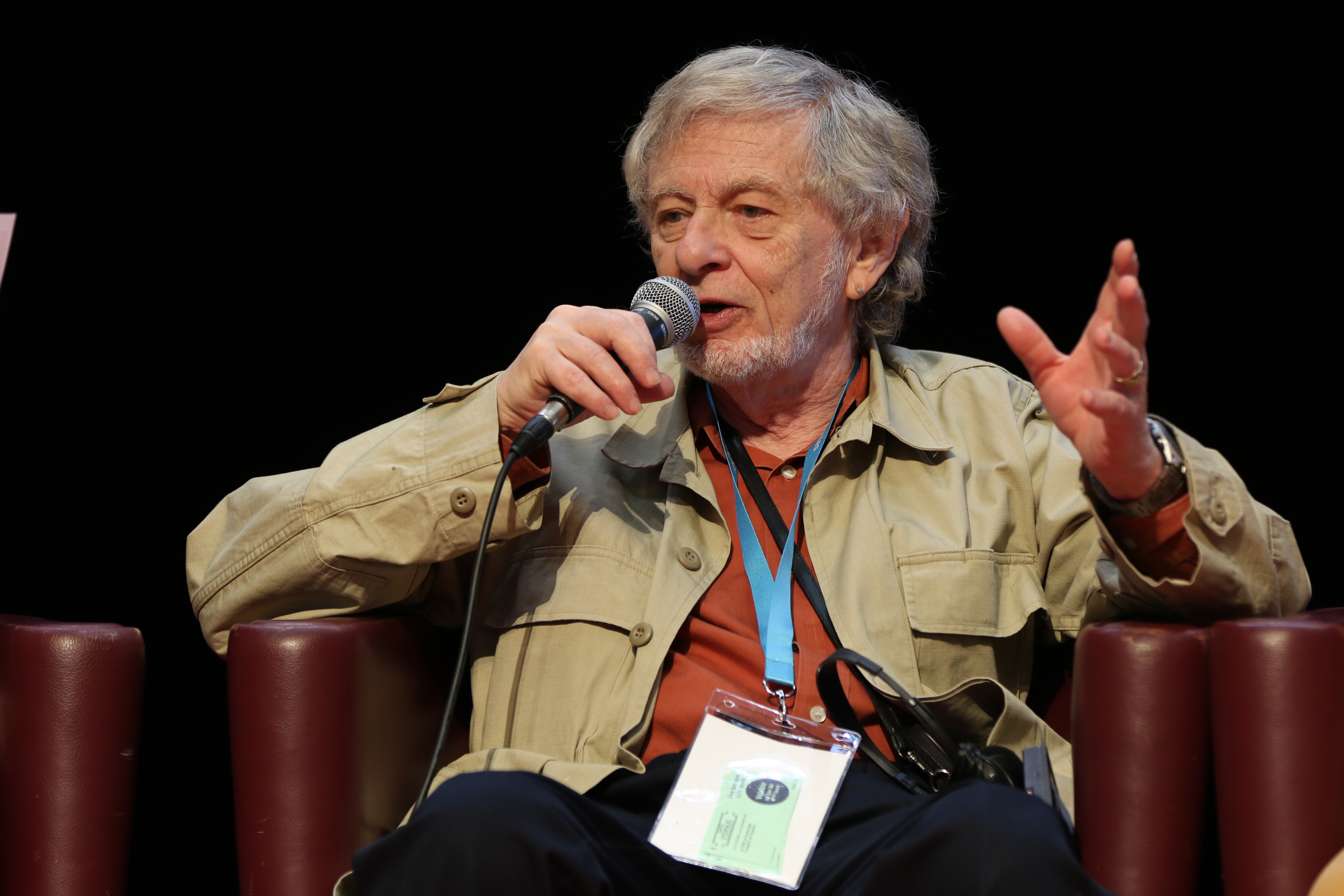
Друг Дика писатель-фантаст Норман Спинрад

Несмотря на зависимость от амфетаминов и постоянные перепады настроения, которые наблюдали его близкие, в литературных кругах у Дика была репутация не только талантливого писателя, но и профессионала своего дела. С коллегами у него случались разногласия, но обычно Дик тепло отзывался о них, называя знакомых писателей-фантастов противоядием от своих проблем. С начала 1950-х годов его другом и наставником был Энтони Бучер, большой отпечаток оставило знакомство с Джеймсом Пайком в 1964 году. После их смерти в 1969 году своими лучшими друзьями Дик называл фантастов Нормана Спинрада и Томаса Диша, отмечая среди коллег близких для себя Харлана Эллисона, Альфреда ван Вогта, Теда Старджона, Роджера Желязны. Общался он также с Рэем Брэдбери, Робертом Силвербергом, Фрицем Лейбером, Филипом Хосе Фармером, Урсулой Ле Гуин (исключительно по переписке) и многими другими.

### Сестра Джейн. Личная жизнь

Посвящённый Джейн фрагмент «Экзегезов»: «Она (Джейн) сражается за мою жизнь, и я сражаюсь за неё, вечно»

Многие исследователи, следуя концепции психической травмы, считали, что Дик так и не смог оправиться от потрясения, вызванного смертью его сестры-близнеца (другие оспаривали этот подход). Он рассматривался как лишённый полноценной индивидуации меланхолик, который всю жизнь страдал от невосполнимой утраты и обсессивно-компульсивного расстройства и, как следствие, описывал в своих произведениях различные варианты фрагментации личности. По словам третьей жены Энн, Филип верил, что каким-то образом его сестра живёт в нём. Мотив близнецов присутствует в ряде произведений, от «Пролейтесь, слезы...» до «Всевышнего вторжения»; один из самых известных образов Дика — семилетняя девочка-мутант Эди из «Доктора Бладмани», в животе которой живёт брат-близнец Билл. В 1970 году в письме Дик ссылался на результаты психологического теста, указывавшего на то, что смерть сестры стала самым сильным потрясением в его жизни. Событие повлияло и на отношения с родителями, которых он винил в халатности. Его переживания, возможно, были вызваны чувством вины, поскольку он не смог предотвратить её смерть. Вместе с тем, Дороти, по воспоминаниям Энн, в конце 1950-х годов «говорила о Джейн...так, как будто та только что умерла», продолжая винить в смерти дочери себя. Рассказы о темноволосой сестре оказали сильное влияние на Дика уже в детстве (он играл с воображаемой Джейн в ковбоев), а по мере взросления ему чаще всего нравились темноволосые женщины: этому образу, как правило, соответствовали его жёны и женщины, к которым он испытывал романтические чувства. Возможно, образ сестры сыграл решающую роль при формировании предпочтений Филипа.
У Дика была сложная личная жизнь, и некоторые её детали нашли отражение в его работах. Всего он был женат пять раз:
- Жанет Марлин (1948)[20];
- Клео Апостолидес (1950—1959)[90];
- Энн Уильямс-Рубинштейн (1959—1965)[91];
  - дочь Лора Арчер (род. 1960)[39];
- Нэнси Хакетт (1966—1972)[50][52];
  - дочь Изольда (Иза) Фрея Дик[англ.] (род. 1967)[50];
- Лесли (Тесса) Басби (1973—1977)[52][67];
  - сын Кристофер Кеннет (род. 1973)[52].

Неприятные психологические характеристики своих героинь (как и непростые отношения с женщинами в целом) биографы связывают с его матерью Дороти: писатель, возможно, бессознательно переносил своё сложное отношение к матери на других женщин и на литературных персонажей. В некоторых случаях отношения героев отражают непростую личную жизнь писателя (пример — дисфункциональная семья Риттерсдорфов в «Кланах Альфанской луны», основанная на взаимоотношениях с третьей женой Энн). Некоторые критики (в том числе и Урсула Ле Гуин) указывали на мизогинию Дика. В 1981 году Дик признал, что долгое время женщины в его книгах выходили «неадекватными и в чём-то порочными», но подчёркивал, что главная героиня его последнего романа «Трансмиграция Тимоти Арчера» Энджел Арчер получилась совершенно иной.

### Привычки и увлечения

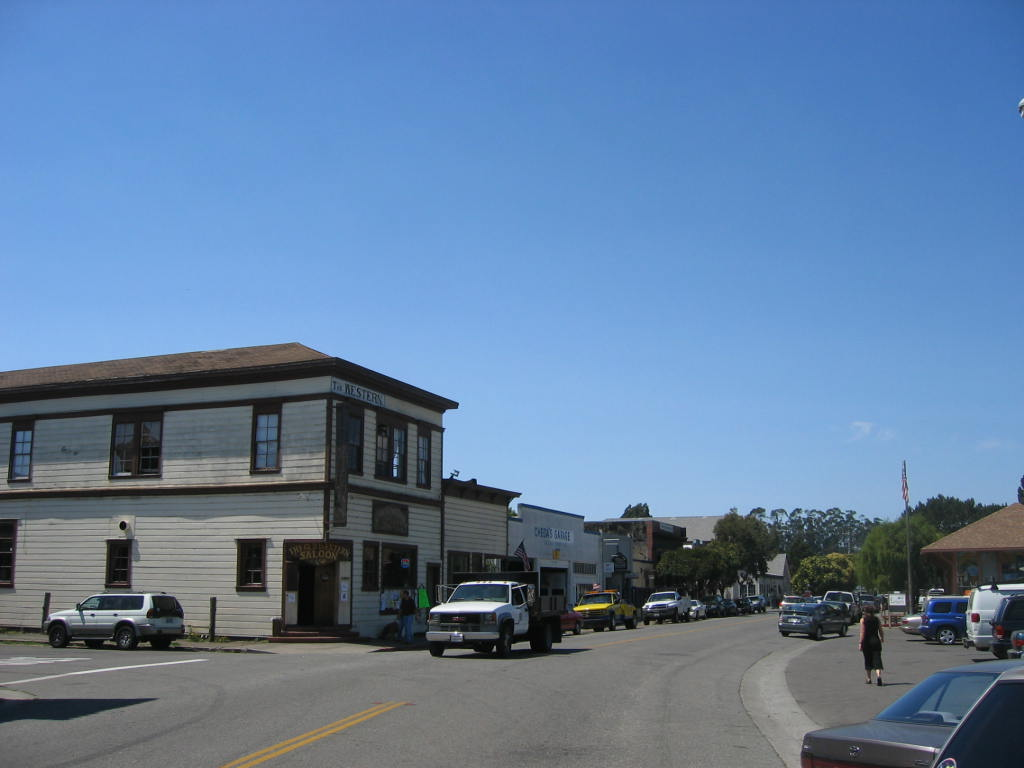
Городок Пойнт-Рейес-Стейшен, Калифорния. Фото 2006 года

Филип с детства любил музыку, покупал лучшее аудиооборудование и собирал коллекцию классической и современной популярной музыки (в частности, The Beatles и Grateful Dead). Любимыми его композиторами были Вагнер, Шуберт, Бах. Он восхищался «Седьмой печатью» Ингмара Бергмана, а голливудское кино не любил за легковесность, хотя писал про «Звездные войны»: «Бог говорит с нами через популярные романы и фильмы; [„Звездные войны“] — ярчайший пример». Дик немного увлекался бейсболом и ездил в Сан-Франциско на стадион «Seals» до его сноса в 1959 году.
Дик любил домашних и диких животных. По этой причине он ценил Пойнт-Рейес-Стейшен — возле их дома всегда было много животных и птиц. Филип и Энн держали на своём участке уток разных пород, цесарок и кур. В его доме обычно жили кошки, иногда и собаки.
Филип изредка выпивал и курил. Его третья жена Энн вспоминала, что в годы совместной жизни с ней Филип пристрастился к сигарам. По её воспоминаниям, в конце 1950-х — начале 1960-х годов Филип пил не больше одного бокала вина за вечер (его любимым было Buena Vista Zinfandel), зато ловко смешивал дайкири и мартини для неё. Филип вспоминал, что под влиянием Джеймса Пайка в основном переключился на пиво. В последние годы жизни он пристрастился к шотландскому виски.

## Творчество
В творчестве писателя обычно выделяют три периода: ранний период социологической фантастики, включающий восемь научно-фантастических романов и большинство написанных Диком рассказов (1950-е годы); зрелый научно-фантастический, в который входят и романы в жанре психоделической или метафизической фантастики — «Убик», «Три стигмата Палмера Элдрича», «Сдвиг времени по-марсиански» (1960-е годы); поздний, или религиозный (1970-е годы). Фредрик Джеймисон выделял тематические циклы: ранний ванвогтовский; цикл о нацизме; небольшой юнгианский; зрелый «метафизический».
К началу 1960-х годов у Дика сложился своеобразный метод написания книг: несколько месяцев он обдумывал новую книгу и составлял наброски или заметки — разрозненные записи об отдельных элементах мира будущего (в первую очередь, культурные и технологические). Затем следовало несколько недель или даже дней интенсивной работы над черновиком. Как правило, окончательный вариант не слишком сильно отличался от чернового. Неоднократно его романы вырастали из уже опубликованных рассказов, из них Дик иногда переносил в новые книги целые фрагменты. Он не практиковал перенос персонажей из опубликованных книг в новые романы, хотя признавал, что их создание для него всегда было самым тяжёлым этапом написания произведения. В одном из писем Дик утверждал, что старался максимально вживаться в своих героев и отступал от набросков сюжета, если чувствовал, что они поступили бы иначе.

### Исторический контекст
Контекст его произведений — период после Второй мировой войны, Холокоста и бомбардировок Хиросимы, в условиях международных кризисов Холодной войны и тревог за судьбу человечества в случае ядерного конфликта. По оценке историка литературы Эрика Карла Линка, книги Дика не просто рассказывают о будущем, а представляют «версию истории американской культуры на протяжении всей Холодной войны».

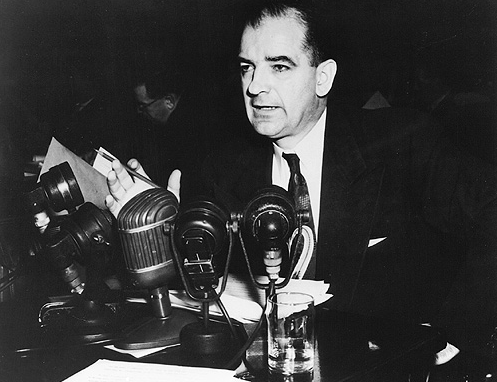
Сенатор Джозеф Маккарти (ок. 1954)

Начало литературной деятельности Дика совпало с распространением массмедиа, в частности, телевидения, с общим подъёмом в послевоенной Америке социальных наук, особенно психологии. Дик, в отличие от других послевоенных авторов (Курт Воннегут, Джозеф Хеллер, Норман Мейлер, Джеймс Баллард), не имел непосредственного опыта войны, его восприятие формировалось медиа: газетами, радио, кино. На писателя глубоко повлияла конспирологическая «действительность» маккартизма — паранойя, недоверие и подозрительность. В его романах действуют различные информаторы, агенты под прикрытием, двойные или тройные агенты, профессиональные убийцы, описываются слежка за частной жизнью и «сотрудничество» со спецслужбами. Мотивы амнезии и ложной памяти связываются с паранойей; мотивы подделок или имитаций вписываются в контекст деятельности спецслужб со времени Второй мировой войны. Политическая секретность в период противостояния сверхдержав — основной фон «Человека в высоком замке», в романе важное место занимает паранойя, как и в «Распалась связь времён». Согласно историку культуры Александру Дунсту, Дик, как и его современники, «не различал чётко теорию заговора и паранойю».
По распространённой точке зрения, произведения Дика отразили культурную логику позднего капитализма (по выражению Джеймисона), переход от общества модерна к постмодерну, от гуманизма к постгуманизму. С этой перспективы фрагментарные и параноидальные тексты писателя отражали противоречивость и неустроенность американской жизни XX века. Согласно известной оценке Джеймисона, Дик сумел выразить исторический момент, описать «общество потребления, общество медиа, „общество спектакля“, поздний капитализм», в котором невозможно помыслить исторические изменения и который «поражает своей утратой чувства исторического прошлого и исторического будущего». Уже в произведениях 1950-х годов Дик затронул ряд вопросов постмодернизма — ценностный релятивизм как порождение консьюмеризма, растущее переплетение реальности и симуляции, экспансия копий («симулякров») вместо оригиналов, нестабильность языка и отношений между знаком и вещью, означаемым и означающим. По оценке исследователей Дугласа Келлнера и Стивена Беста, писатель предвосхитил теории постмодерна Жана Бодрийяра и Поля Вирильо. По мнению литературоведа Кристофера Палмера, писатель, критикуя общество модерна 1950-х годов — разрыв между обычной жизнью и «национальным государством безопасности» (national security state) в послевоенной Америке, предугадал наступление эпохи постмодерна. В эту эпоху происходит коммодификация культуры, господствуют образы и симулякры; естественное исчезает, социальные институты и господствующий порядок воспринимаются как иллюзорные и искусственные; реальность лишается объективного основания, а история  кажется завершённой. В произведениях Дика изменения не имеют направленности и последовательности, а включаются в спираль повторения и регресса, серийность заменяет новизну. По Палмеру, романы Дика воплотили историческую трагедию либерализма, коллапс его модели индивида и интерсубъективных ценностей в условиях постмодерна. 

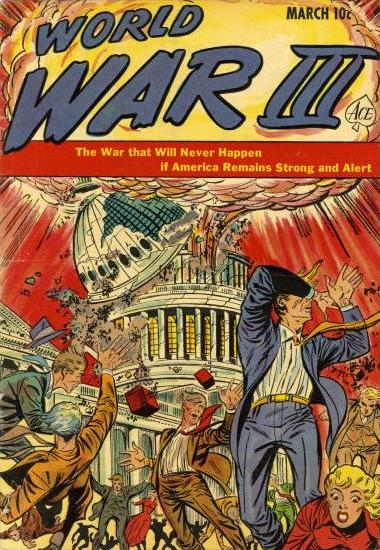
Третья мировая война на обложке американского комикса (1952)

Дик принадлежал к числу авторов, которые деконструировали экспансионистский миф «золотого века» научной фантастики — по Палмеру, выражение экспансии модерна, — оптимизм в отношении космических полётов, освоения космоса, колонизации Марса; эти события воспринимались как неизбежные последствия развития науки и техники, промышленности и капитализма. В пессимизме Дика упраздняется понятие прогресса; космические путешествия более не рассматриваются как объект поэтического восторга, следующий этап человеческой эволюции (оптимизм Карла Сагана, Стивена Спилберга или авторов сериала «Стартрек»), а превращаются в неоднозначные и даже катастрофические события. Муркок полагал, что диковское видение будущего под властью корпораций совпадало с представлениями других писателей-фантастов (Фредерик Пол, Сирил Корнблат, Альфред Бестер, Роберт Шекли, Харлан Эллисон), критиковавших Америку Эйзенхауэра и Гувера, особенно маккартизм. Этот взгляд не сильно отличался от описаний Пола и Корнблата («Торговцы космосом») или Бестера («Человек без лица»); диковский Марс напоминал суровую, но обитаемую планету Ли Брэкетт («Королева марсианских катакомб») или Рэя Брэдбери («Марсианские хроники»). По мнению Муркока, «будущее Дика» — это коллективное творение ряда социально ответственных авторов, которые смогли, в отличие от конcервативных представителей научно-технической фантастики, предсказать реалии XXI века.
Творчество Дика — по оценке Джеймисона, «эпического поэта наркотиков и шизофрении» 1960-х годов — было частью послевоенной американской контркультуры, хотя сам писатель не всегда себя с ней отождествлял. Дик воплощал дух времени — калифорнийскую богему, медиакультуру и эзотерику, связи и противоречия между нейронаукой, психологией, мистицизмом и антиавторитарной политикой. Его творчество следовало траектории антипсихиатрического движения, которое зародилось в конце 1950-х годов, достигло пика в 1960-е и угасло в конце 1970-х. Писатель первоначально увлекался глубинной психологией, а впоследствии стал относиться к ней скептически; эта эволюция совпадала с историей американского психоанализа — психодинамические модели преобладали в послевоенные годы и утратили влияние в 1970-е. Как полагали комментаторы, Дик воспринимал глубинную психологию и наркотики двойственно: он видел в них, с одной стороны, инструменты угнетения, а с другой — способы популярной в 1960-е годы эмансипационной критики, которая была направлена против быстрого роста институциональной психиатрии и фармацевтической индустрии. Поворот позднего Дика к альтернативной религии и идеологии самосовершенствования («заботе о себе» в терминах Мишеля Фуко) вписывался в общие культурные изменения: контркультура постепенно деполитизировалась и интегрировалась в общество либерального плюрализма, который она помогла создать.

### Влияние на Дика: ван Вогт и другие

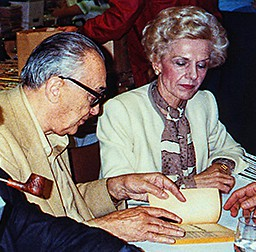
Альфред ван Вогт с женой

Обычно считается, что в наибольшей степени на научно-фантастические произведения Дика повлиял писатель-фантаст старшего поколения Альфред Элтон ван Вогт, известный замысловатыми и перемешанными сюжетами, нарративами о войнах между империями и расами сверхлюдей, мотивами шпионских интриг и амнезии. Степень влияния ван Вогта оценивалась по-разному. Томас Диш однажды назвал «Солнечную лотерею» «лучшим романом ван Вогта». Литературовед Джон Хантингтон предположил, что зигзагообразный сюжет многих произведений Дика может быть связан с попыткой следовать правилу ван Вогта — «каждые 800 слов в романе должна появляться одна новая идея», хотя исследователь Умберто Росси усомнился в его применимости к зрелым работам Дика. Отмечалось влияние творчества Клива Картмилла, Генри Каттнера и Кэтрин Мур, ранних произведений Роберта Хайнлайна и Л. Рона Хаббарда (повесть «Страх», 1940).
Сильное влияние ван Вогта на своё творчество признавал и сам Дик. В интервью 1969 года он рассказал, что структура первых его романов была основана на книгах ван Вогта, отметив определённое влияние своего наставника Энтони Бучера, японских писателей и Джеймса Джойса. В интервью 1980 года Дик утверждал: «Многое из того, что я написал и что выглядит как результат применения наркотиков, на самом деле является результатом очень серьёзного чтения Ван Вогта!». Советуя начинающим писателям-фантастам, как добиться реалистичности персонажей, он рекомендовал учиться мастерству построения диалогов у современных (Нельсон Олгрен, Уильям Стайрон, Герберт Голд) и более ранних американских писателей-реалистов (Джон Дос Пассос, Ричард Райт, Эрнест Хемингуэй, Гертруда Стайн), а построению сюжета и описаниям — у французских реалистов (Гюстав Флобер), избегая Марселя Пруста и других тяготеющих к субъективизму писателей; отдельно он рекомендовал изучать творчество Джойса. В письмах Дик часто упоминал Кафку.

### Художественные особенности

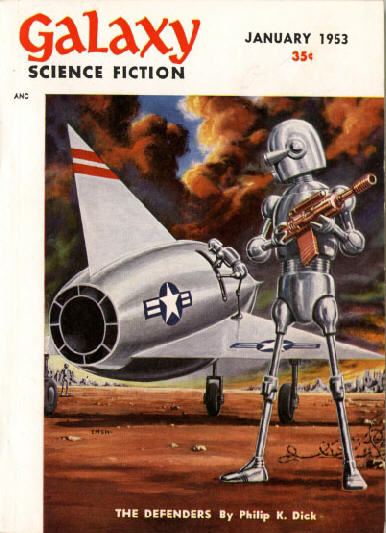
Иллюстрация к рассказу «Защитники (рассказ)» на обложке журнала Galaxy Science Fiction (№ 1 за 1953 год)

В традиционном делении научной фантастики на «твёрдую» (научно-техническую) и «мягкую» (социально-психологическую) Дик тяготел к последнему направлению. Его тексты — по выражению Дунста, «непревзойдённое сочетание китчевой бравады и интеллектуальной изощрённости» — включали различные элементы сатиры, метафоры, фантасмагории, размышлений о вымысле и фикциях. В них смешивались, пародировались и гиперболизировались традиционные элементы научной фантастики: человекоподобные роботы или андроиды, псионики, телепаты; пустынный Марс, с которого исчезает или исчезла цивилизация; космические полёты с криоконсервацией и путешествия во времени; сверхкомпьютеры, пытающиеся захватить власть над миром; оруэлловские контроль над сознанием и массовая слежка; радиационные мутанты и т. д. По мнению литературоведа Джона Ридера, писателю были одинаково безразличны научная достоверность и правила научно-фантастического жанра — не имеет значения, обитает ли желеобразная вертогубка на Каллисто, а липкая плесень — на Ганимеде; говорящие роботакси выглядят курьёзно, а межпланетные корабли, перемещающие героев менее чем за час, являются нарративными приёмами. Как полагал литературовед Роджер Лукхёрст, в зрелых произведениях усилилась паранойя по отношению к технологиям, однако Дик не изменил традиции сатирической и психологической фантастики Пола, Корнблата и Шекли 50-х годов. На примере одного из неудачных романов «Игроки с Титана» Росси отмечал комбинирование нескольких жанров, переход от одного к другому: социологическая фантастика превращается в сюрреалистические приключения в духе ван Вогта, затем в детектив и авторский жанр симулякров и метафизики. Замысловатый сюжет, как правило, развивается стремительно, что сближает диковскую прозу с жанром детектива. Обстоятельства постоянно изменяются, застают героев врасплох и всякий раз являются критическими и чрезвычайными. Герои вынуждены поспешно принимать решения, преодолевать опасности, вступать в сомнительные альянсы.
Научно-фантастические рассказы и романы Дика характеризуются небрежным стилем, из-за которого он долго не воспринимался всерьёз частью литературоведов: «[Дик] кроме физики, насилует ещё грамматику и синтаксис» — охарактеризовал его стиль С. Лем. Согласно литературному критику Адаму Гопнику, «к концу марафона Дика вы восхищаетесь каждой его метафорой, но ни одним из его предложений». Дик не отрицал наличия китчевых элементов в своих произведениях, утверждая, что он описывает мир, какой он есть, а в окружающей его Калифорнии «нет традиции, нет достоинства, нет этики», только «мусор». Хотя произведения Дика обычно считали неровными в художественном плане, критики находили в его поэтике достоинства. Росси, полемизируя с оценкой Гопника, утверждал, что цель романа как жанра — рассказывание историй, а не эстетическая привлекательность; диковский подход восходит к Герберту Риду и отрицает поэтическое происхождение прозы. С этой точки зрения, Дик прежде всего романист, чья сильная сторона — построение сюжета или нарратива.
Дик, возможно, под влиянием Дос Пассоса, использовал повествовательную технику множественных сюжетных линий, различных нарративных центров. Повествование ведётся от лица нескольких разрозненных персонажей, с позиций «конечных субъективных реальностей», имеющих одинаковую важность — объективная реальность постоянно ставится под сомнение переходом от одной точки зрения к другой. Если в ранних текстах писатель ограничивался одним рассказчиком, то в зрелых произведениях их число достигало шести или восьми. В интервью Дик связывал метод смещения перспектив с разнообразием точек зрения, что усиливалось использованием шизофрении.

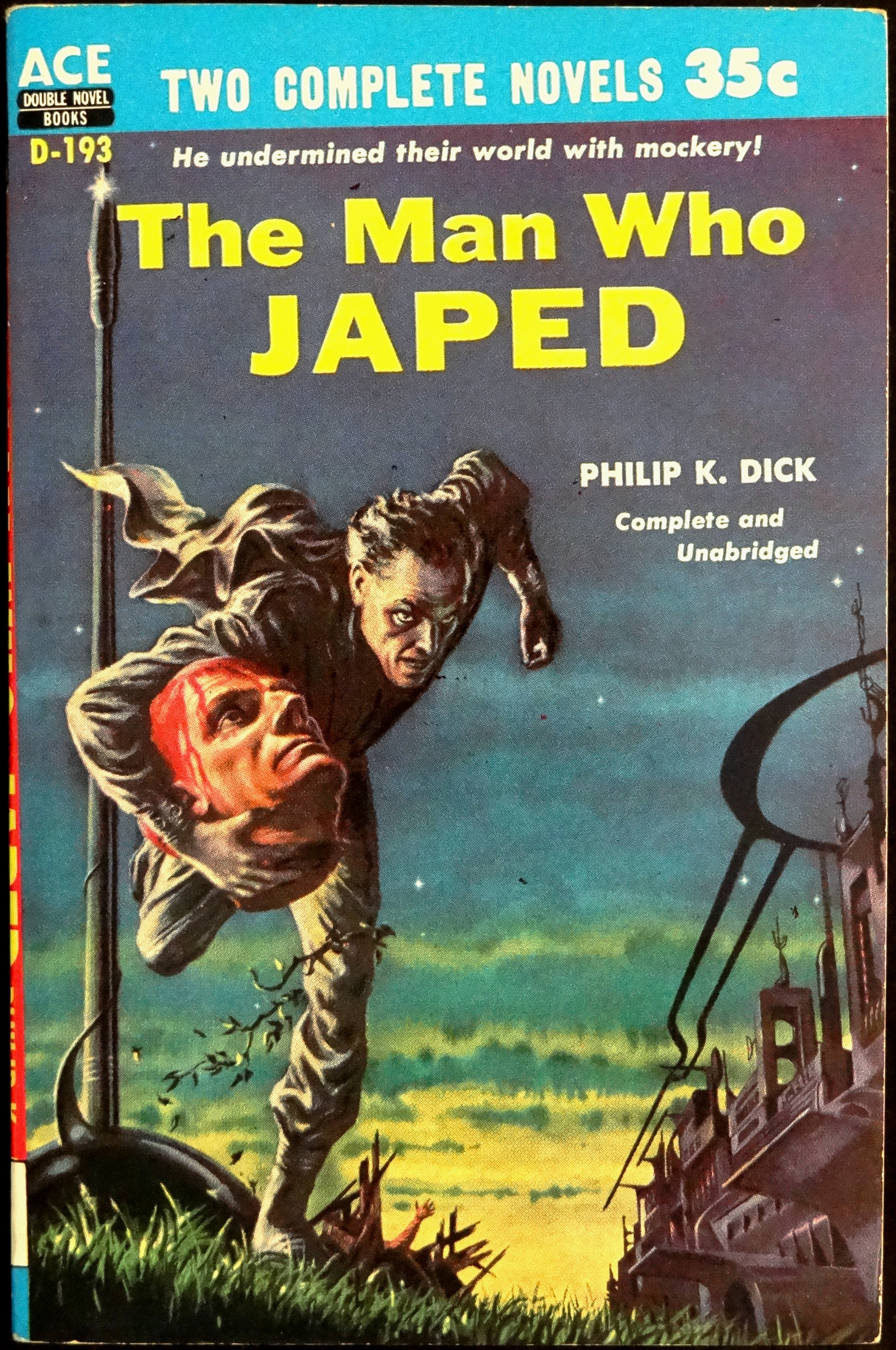
«Человек, который умел шутить» (1956)

Основные типажи в романах Дика — простой парень, рабочий или ремесленник, «подкаблучник»; отец или босс, образ грубой и импульсивной власти; «темноволосая девушка» — добрая, соблазнительная и загадочная, превращается в хищную самку, иногда — в бесполое существо; противоречивый спаситель или пожиратель из космоса; ловкий функционер, преследующий свои цели; мудрый инопланетянин или робот. Женщин — героинь своих произведений — Филип часто изображал темноволосыми, наделив многих общими психологическими чертами: смелостью, эгоцентризмом, двуличием, коварством, стремлением соблазнить и использовать главного героя. Андроид Рейчел из «Мечтают ли андроиды…» пыталась тонко манипулировать чувствами главного героя в интересах роботов. Хотя Филип вырос в университетском Беркли, в котором жило немало богемных интеллектуалов, персонажами его произведений обычно становились обыватели с более низких ступеней социальной лестницы, «недалёкие парни», иногда — группы обычных людей, которые оказываются в трудной ситуации («Убик» или «Лабиринт смерти»).
Типичный главный герой — «маленький человек», мелкий предприниматель или наёмный работник с невысоким социальным статусом. Он не уверен в собственных силах, хотя обладает набором практических навыков и талантов; имеет проблемы в браке и трудности в ведении финансов, депрессивен, склонен к пессимизму и паранойе, иногда — к суициду. Как отмечали исследователи, персонажи раннего Дика сохраняют черты традиционной фантастической беллетристики и космической оперы — оказавшись вне нормального мира, они пытаются изменить ситуацию («Небесное око» или «Распалась связь времён»), выступают против технократического общества тотального контроля, отстаивают автономию и нонконформизм («Солнечная лотерея» или «Человек, который умел шутить»). В зрелых романах превращение энергичного и успешного главного героя в сломленного неудачника является движущей силой сюжета («Мечтают ли андроиды…» или «Пролейтесь, слезы...»).

### Универсум

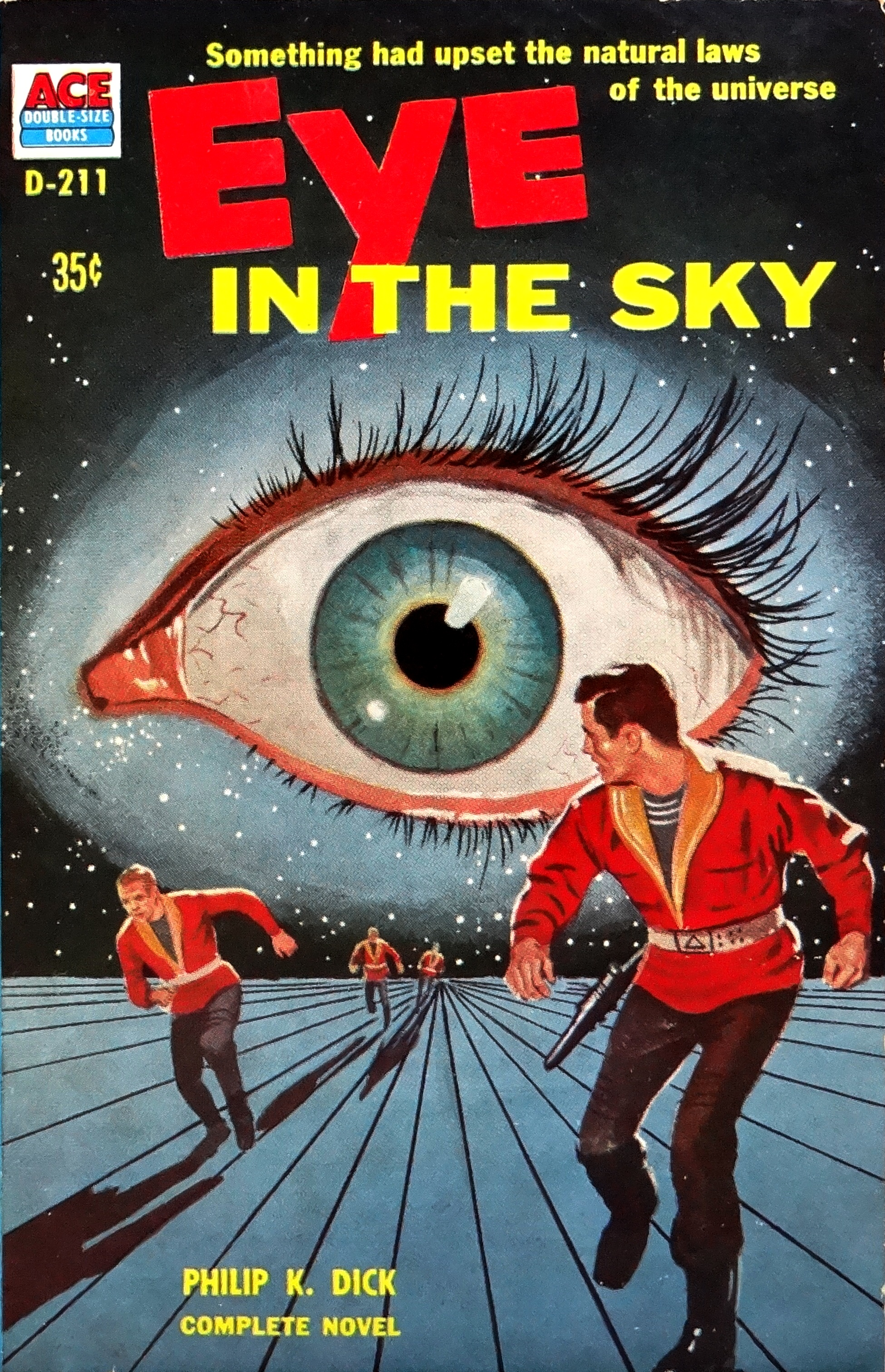
«Небесное око» (1957)

Диковский универсум — это мир паранойи, детерминизма и энтропии, где человеку недоступны ни точное знание, ни подлинная свобода. Этот мир представляется странным и необычным для читателя, но воспринимается как банальный для его обитателей. Герои допускают ошибочность любых представлений о реальности и не уверены в своей способности делать свободный выбор. Неустроенный индивид выглядит неудовлетворённым и беспомощным, находится в состоянии беспокойства и паники. Дик описывал параллельные вселенные или альтернативные истории, объекты-подделки, наркотики и виртуальную реальность, амнезию. Особой формой альтернативной реальности является «конечная субъективная реальность» (термин Джонатана Летема) из романов «Небесное око», «Три стигмата Палмера Элдрича», «Убик». К ней относятся «карманные» и иллюзорные вселенные: первые проецируются в сознание индивидов благодаря наркотикам или виртуальным технологиям, вторые порождаются психическим состоянием. Писатель вдохновлялся философской оппозицией между koinos kosmos — коллективной реальностью и индивидуальным миром idios kosmos (восходящая к Гераклиту идея использовалась в экзистенциальной психологии: Ролло Мэй, Людвиг Бинсвангер и др.). Koinos kosmos соответствует альтернативной или параллельной вселенной, idios kosmos указывает на неустойчивую субъективную реальность, которой постоянно угрожают солипсизм или безумие. В письме (1969) Дик отмечал, что «во всех моих книгах… главный герой страдает от распада своего idios kosmos — по крайней мере, мы надеемся, что именно он разрушается, а не koinos kosmos». Коллективная реальность koinos kosmos является не природным, а культурным конструктом, поэтому тоже подвержена разрушению (рассказ «Электрический муравей»). 

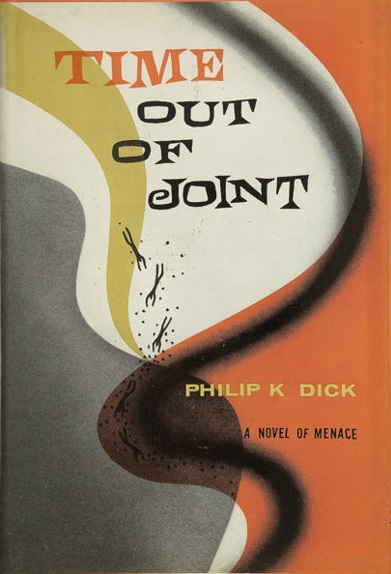
«Распалась связь времен» (1959)

Начиная с Джеймисона исследователи отмечали изменчивость и неустойчивость миров Дика («онтологическая неопределённость», по выражению Росси). Описываемый мир отличается от мира читателя, но затем начинает отличаться от самого себя, поскольку ввергается в состояние кризиса и распада. Происходит, по выражению Кима Стенли Робинсона, «слом реальности», как, например, в известной сцене из «Распалась связь времён». На глазах главного героя Рэгла Гамма киоск с прохладительными напитками внезапно исчезает, распадаясь на молекулы. Репрезентация отделяется от реальности, слова от вещей — от киоска остаётся лишь название на листке бумаги. В альтернативной истории «Человека в высоком замке» внутри «романа в романе» появляется другая гипотетическая реальность — Тагоми попадает из Сан-Франциско альтернативной вселенной, в которой Германия и Япония выиграли войну, в Сан-Франциско, где победителями стали Великобритания и США. Как считал Джеймисон, в момент нарративного разрыва преодолевается эпистемологическая дихотомия субъективного и объективного, разрешается дилемма «литература субъекта» — «язык внешней имперсональности» (что не является литературным новшеством, а доводится Диком до предела), хотя сохраняется центральная оппозиция — между индивидуальным и общим, частным и публичным.
Универсум Дика соответствует обществу медиа без «внешнего»: невозможно выйти из расщепляющегося надвое мира имитаций или симулякров и достичь объективной реальности, любое путешествие ведёт в глубины сознания. В нём отсутствует и «внутреннее» как основа реальности: большинство героев выглядят безумцами или психопатами, создаётся впечатление, что каждый является аутсайдером. Время не является объективным и линейным, а способно идти вспять («Убик»), существовать в альтернативных режимах темпоральности, быть замкнутым, определённым или предсказуемым («Мир, который построил Джонс» или «Сдвиг времени по-марсиански»). В последнем романе для мальчика-аутиста Манфреда время течёт быстрее, чем для других. Как отмечал исследователь Лоренс Рикельс, бесчисленные альтернативные вселенные, возникающие при переходе от одного мира к другому, существуют всякий раз в настоящем, между недавним прошлым и ближайшим будущим. Настоящее — нейтральный механизм, через который актуализируются и исчезают альтернативные реальности.
Во многих произведениях центральное место занимает энтропия, как действующая сила и абсолютный покой, процесс и состояние; согласно парадоксу энтропии, движение не освобождает, а заводит в тупик и ловушки, приводит к повторению и застою, завершается разрушением и коллапсом. В терминах энтропии часто обсуждаются время, шизофрения и современные технологии. В «Сдвиге времени по-марсиански» видения всегда-уже мёртвого будущего не сводятся к субъективной иллюзии Манфреда, а начинают влиять на остальных героев, хотя распад личности и социального ограничен в пространстве и затрагивает нескольких индивидов; в «Убике» и «Трех стигматах…» полностью разрушаются пространство и время. В «Мечтают ли андроиды…» утверждается «всеобщий закон» вселенной — движение к состоянию «мусора», «мусоризации», энтропия побеждает в условиях экологической катастрофы. В «Помутнении» энтропия связывается с шизофренией, наркоманы описаны как вампиры или мертвецы, которые пребывают в перманентном состоянии смерти или гниения.

### Общество, политика, идеология
Дик описывал «сверхиндустриальные» миры с высокими технологиями, в этих обществах господствуют корпоративный капитализм и мощная бюрократия, политическое притеснение и коррупция, социальное неравенство и экономическая стагнация. Темы ранних романов — маленькие люди, мелкие предприниматели, стремящиеся сохранить достоинство в мире корпораций, консьюмеризм и статусные символы, конформизм и массификация, жизнь в пригородах или провинции, воздействие на общество телевидения, страх ядерной катастрофы, проблемы в браке и изменение ролей в нуклеарной семье. Дик писал (1978), что «в нашем сегодняшнем обществе фальшивые реальности фабрикуются медиа, правительствами, крупными корпорациями, религиозными и политическими организациями». Один из главных мотивов — Третья мировая война, которая, по оценке Джеймисона, «тем или иным образом является предпосылкой или допущением [других] книг». Вследствие мировой войны сильно сокращается численность населения — таковы романы «Мир, который построил Джонс», «Игроки с Титана», «Доктор Бладмани». Иногда действие происходит, возможно, во время подобной войны («Распалась связь времён» или «Предпоследняя правда»). В ряде романов революции низвергают авторитарные режимы, однако государственная власть всегда сохраняется в разных обличьях, а олигархическая элита неизменно манипулирует обманутым населением. Дик скептически относился к распространённым в научной фантастике утопическим идеям о возможности построить новое общество в другом времени или пространстве. Антиутопические миры будущего описываются поверхностно, что делает их скорее фоном для действий обычных людей (в отличие от столь же кошмарных вселенных Джорджа Оруэлла, Евгения Замятина или Олдоса Хаксли). В них угадываются размытые образы США; космические колонии, иногда являясь концлагерями, напоминают пригороды или заброшенные места Америки. Как писал Гопник, в диковских обществах господствуют не столько зло и угнетение, сколько «мелочная злоба, низменное стяжательство и государственное насилие», которые проистекают из банальной и аморальной повседневности. 

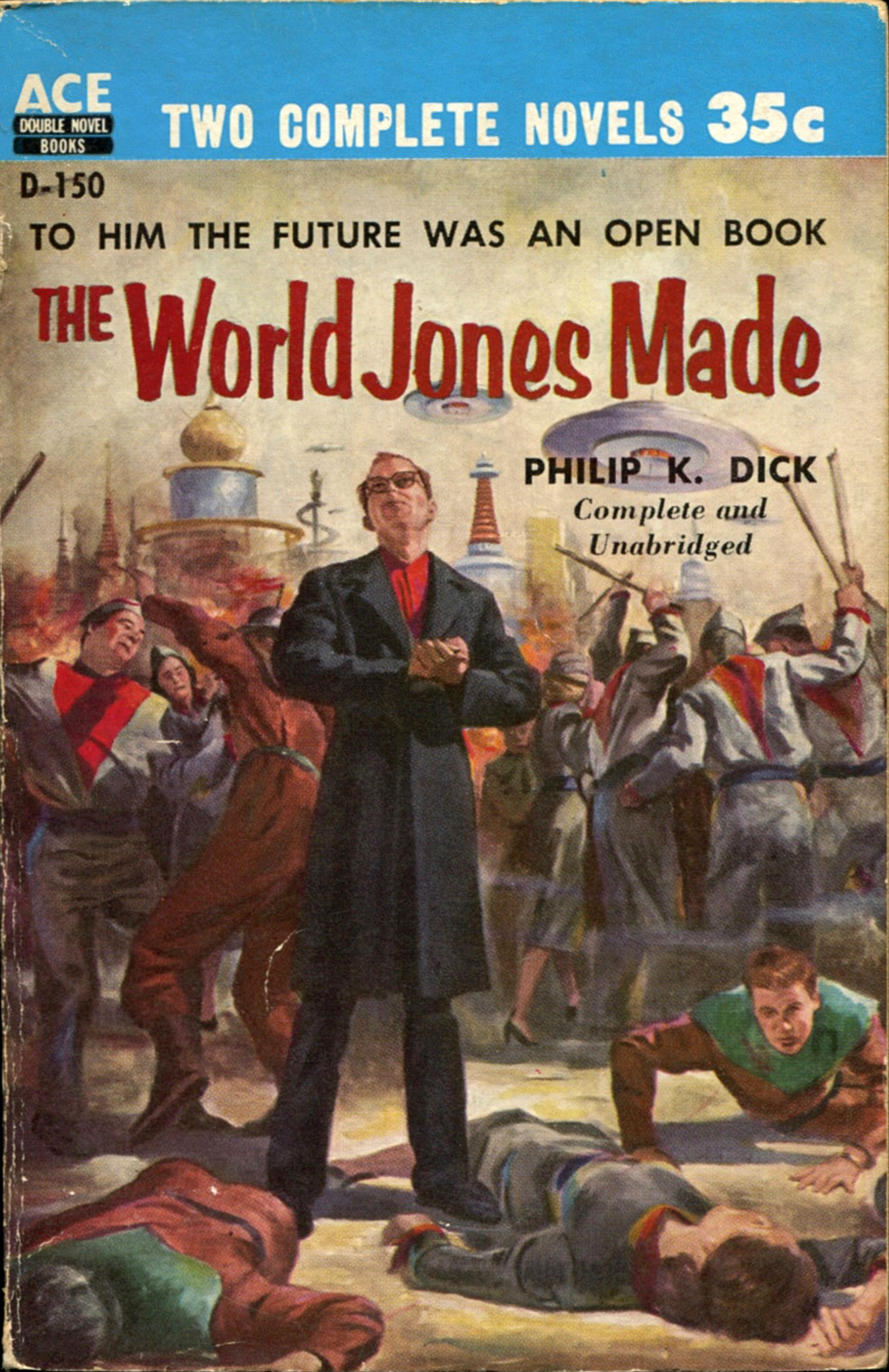
«Мир, который построил Джонс» (1956)

Дик высмеивал американскую мечту; многие произведения, особенно ранние, представляли сатиру на американское капиталистическое общество, на паранойю, ксенофобию и нетерпимость в политике маккартизма. «Небесное око» прямо атаковало антикоммунистическую истерию, роман пародировал риторику Холодной войны, смешивая марксизм с коммунизмом и коммунизм с маккартизмом. В кастовой системе «Солнечной лотереи» люди принадлежат корпорациям, а представительная демократия заменена случайным выбором диктатора. В «Друге моего врага» иерархическое общество имитирует меритократию — место индивида в социальном порядке определяется через тестирование. «Мир, который построил Джонс» показывал теократическую диктатуру, мир победившего «релятивизма» — правовой и моральной доктрины, запрещающей абсолютную истину, под которой, однако, понимаются выражение мнения или личные убеждения. Хотя следовать правилам практически невозможно, авторитарные власти наказывают за малейшие нарушения. «Релятивизм» приводит к массовой потребности в вере, которая возрождается усилиями демагога Джонса. В ранних произведениях рассматривались попытки управлять временем, использовать его в политических и экономических целях (биополитика в терминах Фуко), ставился вопрос о полном контроле за будущим. В рассказе «Человеческий фактор» существующему социальному порядку угрожает утрата монополии на время; если рассказ «Золотой человек» утверждал освободительный аспект знания о будущем, то образ провидца Джонса, подчинённого линейному времени, сочетал черты опасного автократа и трагического героя.

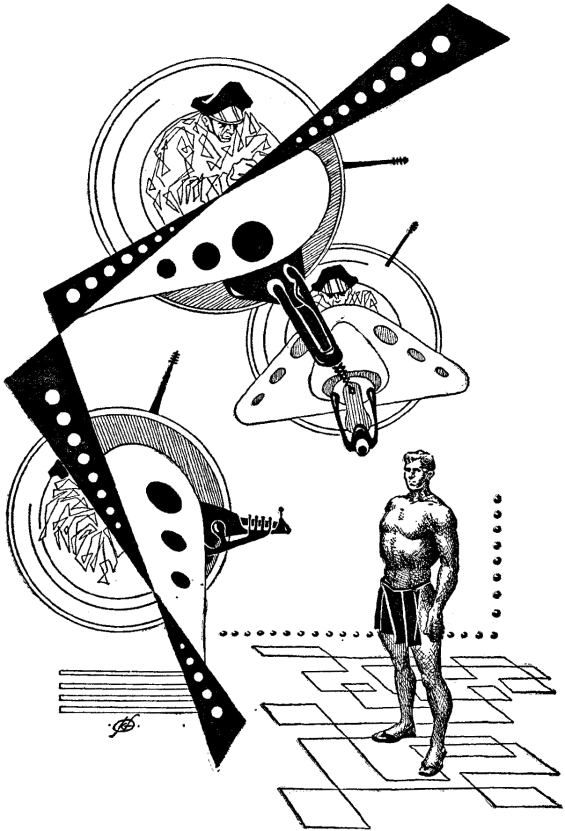
Иллюстрация Фрэнка Келли Фриса к рассказу «Золотой человек» (1954)

Бо́льшая часть романа «Распалась связь времён» реалистично живописует маленький американский городок времён Эйзенхауэра. В конце романа выясняется, что город является имитацией, созданной правительством в конце 1990-х годов. В «реальности» конца XX века власть принадлежит полицейскому государству, милитаристское правительство Земли ведёт войну с восставшей лунной колонией, имеется ряд социальных проблем, например, уличные банды. Согласно известному анализу Джеймисона, роман аллегорически повторяет противопоставление мирной американской утопии и опасной антиутопии внешнего мира. Имитация 1950-х годов указывает на условность подобных манихейских концептов — любые утопические представления об идеальном прошлом искажают действительность и содержат антиутопическую составляющую. По Джеймисону, «Распалась связь времён» превращает 1950-е годы в прошлое «условного» будущего; этот нарративный «троп будущего предшествующего» позволяет достигнуть необычайной степени историчности или «подлинности», парадоксального «восприятия настоящего в качестве истории». Как писал литературовед М. Кит Букер, с одной стороны, «реальный» мир девяностых воплощает страхи пятидесятых; с другой стороны, автор предвидит будущую ностальгию по пятидесятым, которые являются и мифом о них. Как полагал философ и исследователь культуры Джеймс Бертон, модель искусственного мира в романе отражает обычное конструирование миров в социальной жизни, самодостаточное и закрытое общество — частая цель правительственных стратегий в различных странах, от политики экономического изоляционизма до контроля за миграционными процессами. Джеймисон отмечал, что 50-е годы в романах Дика функционируют как герметичная «временная капсула», которая сохраняется даже после ядерной катастрофы. В «Докторе Бладмани» автор попытался более внятно описать постапокалиптический мир. Роман сочетал антиутопические элементы с утопическими — критики усматривали идеалы «джефферсоновского сообщества» или «руссоистского утопизма» в мире, который возник после краха капитализма.

Беватрон в Национальной лаборатории им. Лоуренса

В марксистско-лакановских интерпретациях творчество Дика, по выражению литературоведа Карла Фридмана, воплощало «критический потенциал научной фантастики», поскольку разоблачало механизмы идеологии, проблематизировало представления о социальной реальности с точки зрения «здравого смысла», как непосредственно данной. Проблема реальности распадающихся иллюзорных вселенных ставится в терминах идеологии, как репрезентации воображаемого отношения людей к реальным условиям их существования (определение Луи Альтюссера). Герои «Небесного ока» в результате аварии на Беватроне попадают в различные «субъективные» миры, которые выстроены согласно разным идеологиям, включающим религиозный фанатизм, викторианскую мораль, параноидальные «первобытные ужасы» и классовую «коммунистическую фантазию». Как писал литературовед Питер Фиттинг, содержание идеологий менее важно, чем их тотализирующая природа, отказ от согласия. Мифом или идеологией оказывается и американский плюрализм — «конец идеологии», провозглашённый в 1950-е годы, — мир главного героя принимается как норма лишь постольку, поскольку совпадает с «объективной» реальностью, которой, вероятно, не является. Согласно Фиттингу, роман «Распалась связь времён» рассматривал попытку идеологии «натурализировать» (в терминах Ролана Барта) свое историческое и классовое происхождение. «Три стигмата…» описывают потребность в идеологической иллюзии (Боге или воплощении зла). Фридман соотносил с идеологией паранойю, основанную на редукционизме, экспрессивности и симметричности, простоте перехода от явления к сущности, отказе от любого сложного объяснения (что соответствовало альтюссеровскому анализу).
Согласно марксистским трактовкам, под влиянием коммодификации индивид становится параноиком и шизофреником, стираются границы между личностью и средой, происходит «смерть субъекта». По известному тезису Фридмана, «определяющие черты творчества Дика — товары и заговоры». Товары трактуются как непознаваемые и неконтролируемые силы отчуждения, они часто «оживают» или очеловечиваются, участвуют в языковых и сексуальных контактах: в одной из самых известных сцен Дика герой «Убика» Джо Чип спорит с входной дверью, которая не выпускает его из квартиры, требуя оплаты. Во вселенной «Убика» товарная структура породила технологию, размывающую границы между жизнью и смертью. Мир романа наполнен товарами в виде квазиживых мистических означающих, в смысловом центре текста находится Убик — дух товара, символ повсеместной коммодификации и бессмертия капитализма. Паранойя героев возрастает по мере обращения времени вспять и распада окружающего мира, хотя конспирологические объяснения поочередно отвергаются (взрыв бомбы, садистская шутка, парапсихологические способности и т. д.). Мистическая аура Убика исключает конечное объяснение заговора и товарной структуры, что указывает на эпистемологические ограничения паранойи, которая, являясь порождением коммодификации и конспирологии, не может объяснить логику капитала. В 1970-е годы Дик резко возражал против марксистских интерпретаций, что, впрочем, не помешало ему определить подход ранних работ (1979): «Я не был и не являюсь членом компартии, но базовое негативное представление марксистской социологии о капитализме там есть…».
Как полагал исследователь Карл Вессель, писатель уже в раннем рассказе «Игра в ракушки» (1954) осмыслил коллективную паранойю практически в математических терминах: отказ от любых правил, некорректное установление причинности, постоянные рассуждения ad hoc, бесконечный регресс без оснований. Однако Дик под влиянием маккартистской действительности совершил философскую ошибку, которая привела его к центральной теме: распаду памяти, сознания и идентичности, а позднее вылилась в гностицизм и метафизические размышления над проблемой зла в духе Ивана Карамазова. По Весселю, модель тотальной и всевозрастающей паранойи — недоверия, соперничества и естественного отбора, гоббсовского хаоса или «вавилонской шахты» Кафки в «Убике» и «Лабиринте смерти» — применима к Холодной войне (деятельность ЦРУ и др.), но не к человеческому сообществу, которое может существовать только при условии, что люди доверяют друг другу, взаимодействуют и сотрудничают.
После рассказа «Вера наших отцов» (1967), в котором описывалось, как маоизм превратился в метафизический кошмар, интерес автора к политике снизился, хотя и сохранился. По замечанию Патриции Уоррик, во второй половине 1960-х годов Дик перешёл от политического анализа «структур капитализма-фашизма-бюрократии к эпистемологическим и онтологическим вопросам». По мнению Дунста, поздний Дик, сохранив симпатии к бунтарству, отделил контркультуру от прямого участия в политике, поскольку считал, что в революционной деятельности «одна группа использует силу против другой».

### Природа человека, технологии и этика

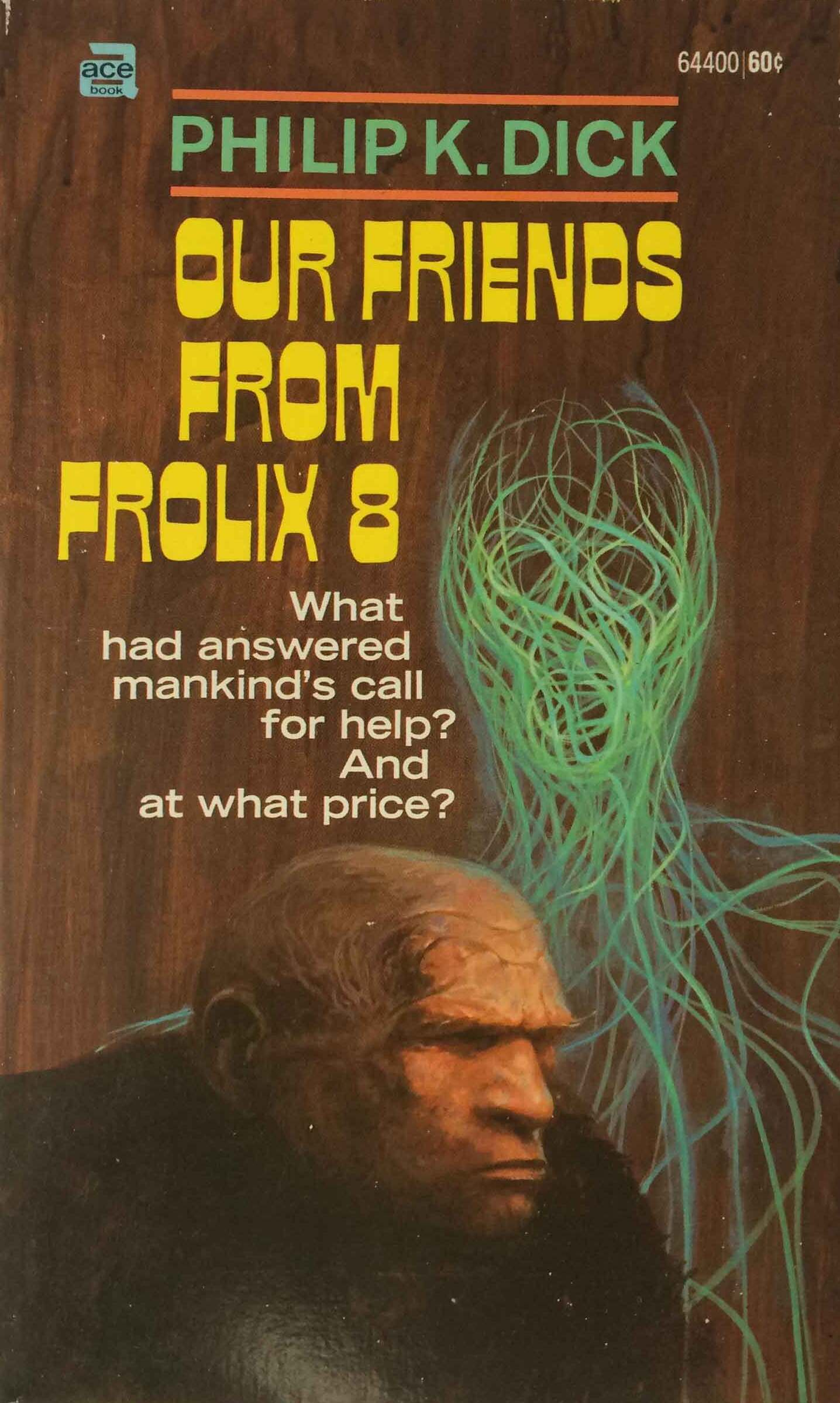
«Друг моего врага» (1970)

Вопрос о том, что есть человек, Дик считал для себя центральным, хотя неясно, присутствует ли понятие универсальной человеческой природы в его текстах. Он скептично воспринимал последствия развития науки и техники. Согласно Джеймисону, писатель описывал растущую проницаемость границ между децентрированным посткартезианским субъектом и объективным миром, пропитанным технологиями. Субъект не соприкасается с внешним миром как отдельная сущность, а когда контакт происходит, личная идентичность ставится под сомнение, размывается; тело является социальным конструктом, подвержено вторжению и захвату. Дик сохранял бинарные категории (человек — андроид, мужской — женский, сильный — слабый и т. д.), однако акцентировал незавершённость и несовершенства, процессы имитации, перемещения, слияния. Сознание фрагментировано, не имеет точной локализации, перемещается во времени и в пространстве и скорее является контролируемым (часто злыми силами) событием или изготовленным продуктом. Как отмечал Джеймисон, поскольку ментальные процессы воспроизводятся или моделируются, место картезианского занимает «андроидное когито» — «я мыслю, следовательно, я андроид»; другой вариант — «я мыслю, следовательно, я пришелец».
В мирах писателя действует множество сознательных и активных существ, которые обладают автономией: роботы, машины, компьютеры, андроиды, радиоуправляемые «недомерки», животные, пришельцы, актёры, подделки и самозванцы. Их поведение варьируется от обычного до опасного, имитирует желания и потребности человека. Они нередко считают себя людьми, превращаются друг в друга и поглощают людей, формируют коллективную сущность или существуют раздельно, но внутри коллективной ментальной жизни. Люди являются мутантами или симбиозами двух личностей; сливаются с божествами («Мастер всея Галактики»), куклами («Три стигмата…») или обычными предметами («Симулякры»), что не приводит к обретению идентичности. В «Убике» телесная идентичность характеризуется радикальной неопределённостью — находясь в состоянии «полужизни», герои не знают, живы они или умерли. Виртуальная реальность контролируется злодеями, которые буквально поедают людей («Убик»). В «Трех стигматах…» человечеству угрожает «антихрист», существо с неясной идентичностью Палмер Элдрич — божество-робот-пришелец-человек. Обнаружив на Проксиме мощный галлюциноген Чуинг-зет, Элдрич предлагает «вечную жизнь» через перевоплощения в собственной виртуальной реальности. К концу романа человеческая природа радикально трансформируется: Элдрич завладевает телами большинства людей, которые носят на себе его стигматы — искусственные глаза, руку и челюсть — и превращаются в коллективную механизированную сущность. Образ Элдрича остаётся неоднозначным: он выглядит как зло, однако обладает «глубокой, истинной мудростью» и стремится разрушить убогий мир иллюзий и подделок; искусственные стигматы указывают на человеческие увечья и страдания.

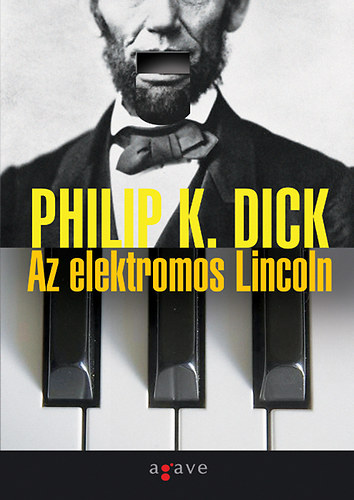
«Мы вас построим», венгерское издание (2011)

В «Солнечной лотерее» роль политического убийцы выполняет дистанционно управляемый андроид; в «Симулякрах» марсианское животное оказывается подделкой или андроидом, а правительница США — актрисой. Герои рассказов «Самозванец» и «Электрический муравей» обнаруживают, что являются андроидами. В «Мечтают ли андроиды…» Декард первоначально уверен в том, что он человек, но постепенно всё больше напоминает эффективную и безжалостную машину. В его отказе от убийства Рейчел можно видеть проявление человечности или машинной программы, у которой не было этой задачи. Декард попадает в ловушку апории: работа охотника на андроидов исключает эмпатию, которая необходима, чтобы быть человеком. Как отмечал Бертон, хотя главный герой, возможно, андроид, это неважно, поскольку он демонстрирует черты и человека, и машины — различие между ними постепенно упраздняется. По мнению Росси, мрачный и угасающий мир романа, в котором неясно, кто человек, а кто нет, и где каждый может оказаться монстром Франкенштейна, прямо следует из акта гордыни — создания новой расы симулякров в «Мы вас построим». Если в раннем романе симулякры скорее положительные, то в «Мечтают ли андроиды...», несмотря на выдающиеся способности, андроиды представлены как безжалостные, хладнокровные и эгоистичные. В отличие от добродушных роботов Айзека Азимова, в симулякрах-андроидах Дика стирались различия между одушевлённым и неживым. В этой пугающей перспективе развитие технологий делает невозможным отличить людей от машин, хотя, возможно, механистичность всегда была присуща человеку. В эссе «Андроид и человек» (1972) Дик отмечал, что «мы — так называемые люди — превращаемся в неживых и возможно в значительной степени всегда были такими в том смысле, что нами управляют встроенные тропизмы», однако «даже простейшие человеческие схемы предпочтительнее наиболее продвинутых тропизмов машин». Как полагал Бертон, диковская галерея андроидов — теологический робот Виллис, демонически-механически-богоподобный Элдрич, симулякр Линкольна и др. — изменяет более традиционный нарратив о роботах, от Карела Чапека и Азимова до вселенных «Звёздного крейсера „Галактика“» и «Терминатора». В романах Дика ригидная иерархия между высшими и низшими созданиями (в конечном счёте мифологическая), выраженная в оппозиции Творец — творение, уступает место динамическим отношениям между бо́льшими и меньшими творцами. 

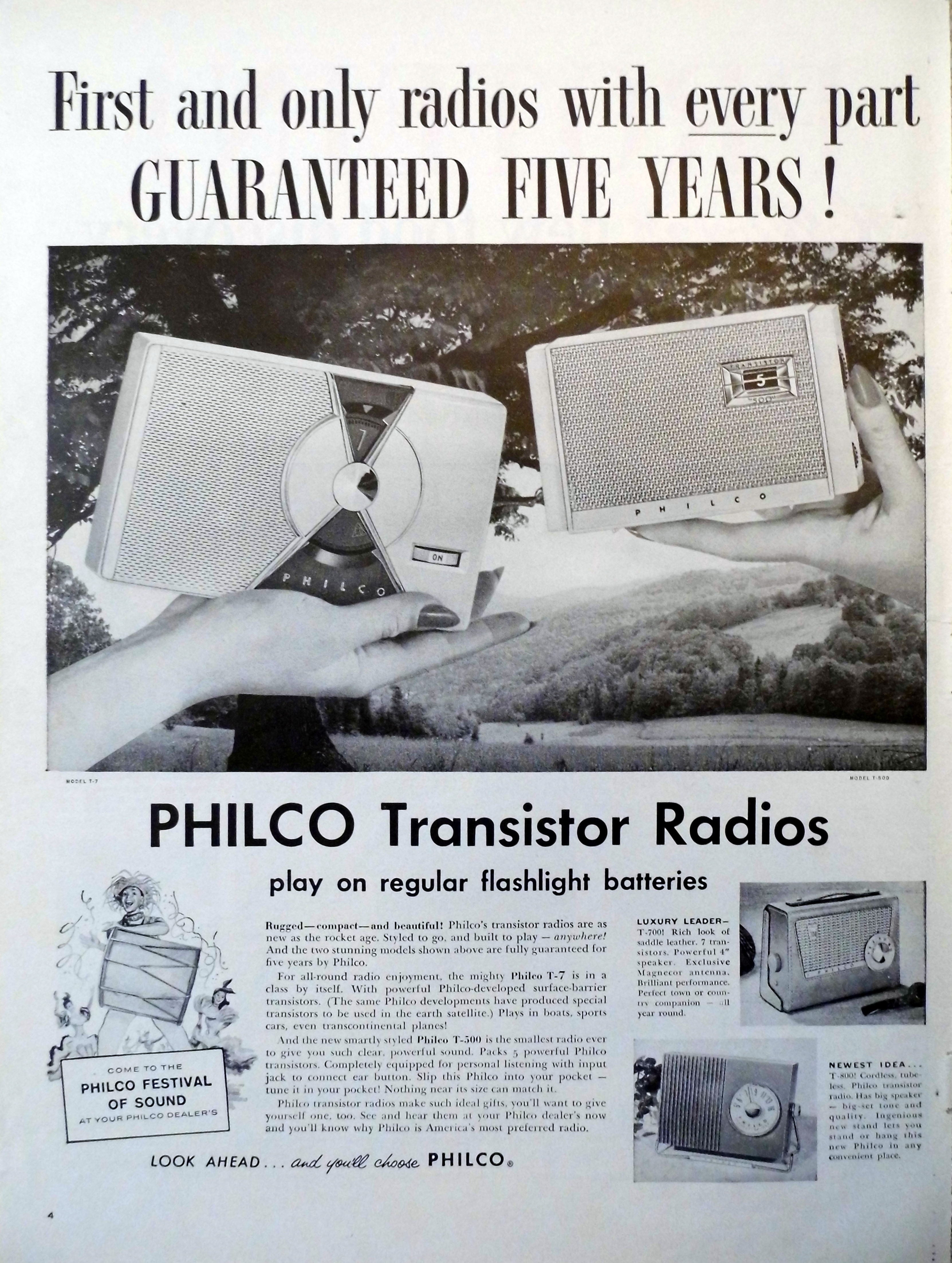
Реклама транзисторных радиоприемников в США (1957)

Технологии медиа у Дика часто трактовались как инструменты угнетения, которые разрушают человеческое сообщество, границы между публичным и частным; их используют тоталитарные режимы для государственной слежки («Предпоследняя правда» или «Симулякры»). Технологии вторгаются в домашнее и личное пространство — в супружескую кровать («модулятор настроения» из «Мечтают ли андроиды...») и даже в сон, куда телепатически транслируется коллективная передача («Обман Инкорпорейтед»). С негативными последствиями медиатехнологий связывается и образ Элдрича. С одной стороны, медиа скорее нейтральны, их можно обратить против полицейского государства — этот взгляд противоречит тезису «средство коммуникации есть сообщение» Маршалла Маклюэна или Бодрийяра. С другой стороны, писатель утверждал, что технологии «оживают или по меньшей мере почти оживают»; техника предстаёт как активная сила бытия. Шизоидные или наркотические галлюцинации всегда редуцируются к телешоу или, по меньшей мере, тесно с ним связаны. Действие наркотика Кэн-Ди из «Трех стигматов…» или религия мерсеризм из «Мечтают ли андроиды...» напоминают маклюэновскую концепцию телевидения как «расширения осязания, заключающего в себе максимальное взаимодействие всех чувств». Принимая Кэн-Ди, люди испытывают коллективные ощущения и растворяются в единой сущности, утрачивают собственное Я; телевизионная телепатия мерсеризма затрагивает все чувства участников, утверждает коллективную природу страданий. Как отмечал Джеймисон, слияние с Мерсером заменяет новизну действий и событий бесконечным повтором телевизионного изображения. Если телевидение обычно связывается со злом, то радио — источник духовной пищи, чаще всего музыки. В «Докторе Бладмани» космонавт Уолт Дэнджерфилд, вынужденный после ядерного апокалипсиса оставаться на земной орбите, выполняет роль всепланетного диджея; его музыкальные передачи помогают уцелевшим землянам сохранить культурную идентичность и языковую общность после краха медиакультуры. Букер отмечал, что население остаётся в плену у медиа, которыми легко манипулировать — в конце романа передачи Дэнджерфилда захватывает властолюбивый злодей.

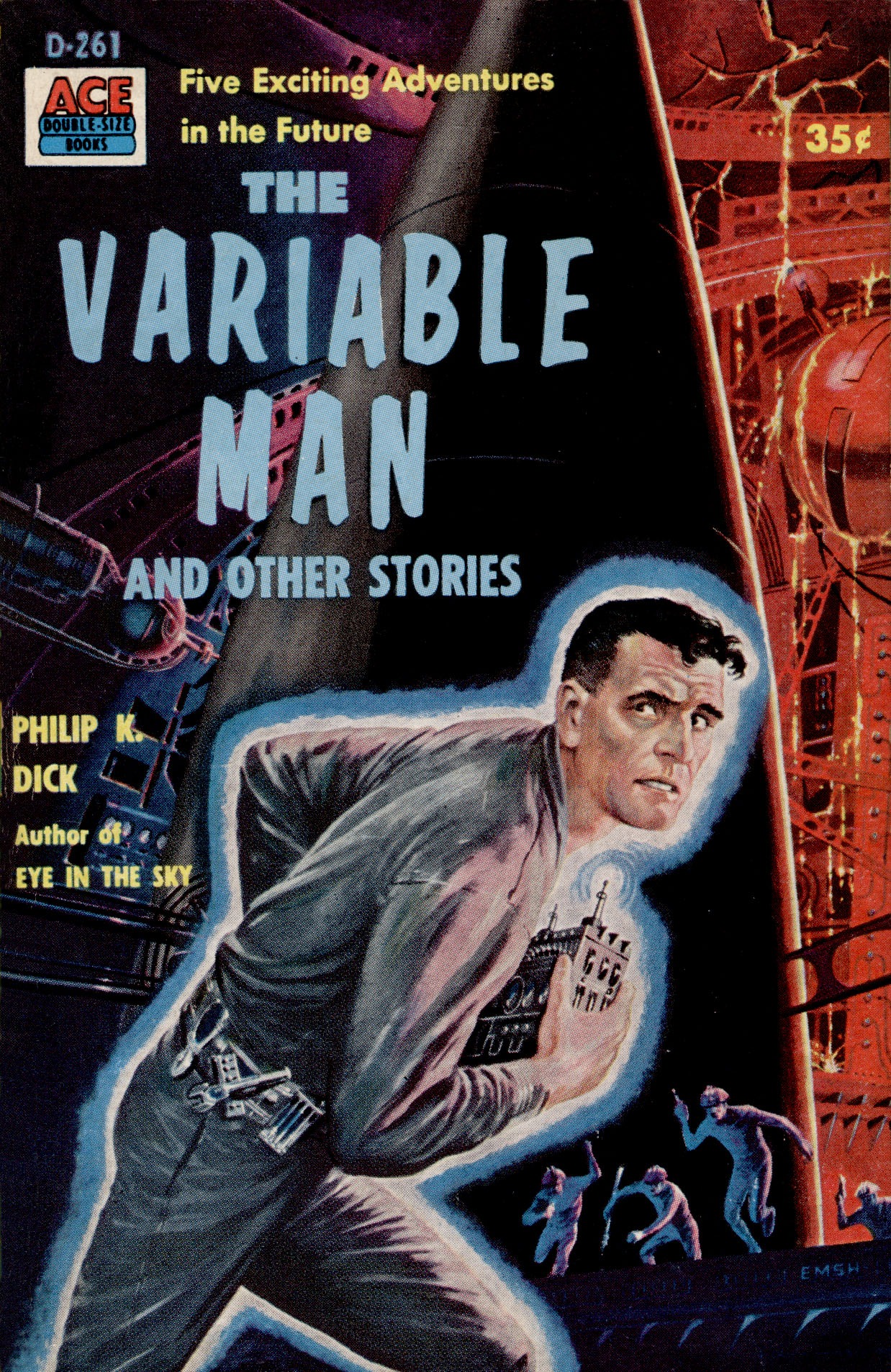
Обложка сборника «Человеческий фактор» (1957)

Массовое производство бессмертия в «Трех стигматах…» и технологию продления жизни в «Убике» можно рассматривать в контексте популярных в середине XX века идей о достижении трансцендентного бессмертия с помощью науки; в частности, крионики и кибернетики как технологических утопий о «послежизни» или пороге, за которым находится «бестелесное» состояние. Обе попытки не удаются — Элдрич не может избежать смерти, а искусственная «полужизнь» оказывается кошмарной преисподней. В последнем случае происходит технический регресс: трёхмерный телевизор превращается в транзисторный радиоприемник, а космический корабль — в устаревший автомобиль. Постапокалиптической перспективе, технологиям и промышленному воспроизводству Дик иногда противопоставлял практическое дело, устаревшие ремёсла, ручной труд (например, лепка из глины). В рассказе «Человеческий фактор» обычный человек из 1910 года — эпохи Эдисона — обладает утраченной «природной» способностью ремонтировать механизмы. Он попадает в будущее, в котором разрушительные технологии более не контролируются людьми. В этом рассказе, как и в других ранних произведениях, Дик ещё допускал возможность «внутреннего» спасения технологий — с помощью рабочего или ремесленника, который изготавливает или восстанавливает уникальные вещи. В «Небесном оке» Дик критиковал технический оптимизм, но не отказывался от науки и техники; в «Докторе Бладмани» сохранялась надежда на возрождение мира подлинных товаров — сигарет из настоящего табака или бокалов довоенного виски. Однако, по распространённой оценке, эти перспективы были скорее ностальгическими или идеалистическими. В зрелых произведениях новые технологии разрабатываются и внедряются исключительно в коммерческих целях, являясь банальными продуктами и практиками идеологической манипуляции в обществе потребления («Три стигмата…»).
Этика Дика обычно связывается с эмпатией, или сочувствием; человека определяют милосердие и сострадание (понятия каритас и агапэ). Подлинный человек способен чувствовать эмпатию, изменяться, быть свободным и независимым. Человечность проявляется спонтанно или интуитивно — Дик писал, что «андроидизация», напротив, предполагает предсказуемость и детерминизм, превращает человека в средство, объект манипуляции. Бегство от психологической предсказуемости к человечности для Дика обеспечивала контркультура. Взгляды писателя связывали с воззрениями Мартина Бубера и Анри Бергсона, с традицией Канта и этикой ответственности Эммануэля Левинаса, с антиутилитаризмом. Человек — цель, а не средство; существование предшествует сущности, которая трактуется как поведение и действие и не редуцируется к генетике или биологии. В раннем рассказе «Человек» (1955) астронавт, вернувшись из путешествия, полностью изменяется: он становится чувствительным, чутким, открытым. Хотя выясняется, что его подменили инопланетянином, жена остаётся с ним, поскольку он ведёт себя как человек. Главные герои «Человека в высоком замке» достигают осознания абсолютной инаковости, начинают сопереживать и чувствовать ответственность перед другими; этическая надежда связывается с отказом подчиняться рутинной и механической власти (Тагоми спасает Фринка). В «Мечтают ли андроиды...», по мнению литературоведа Нила Истербрука, этика ответственности выражена более явно, хотя Декард терпит неудачу. В тексте фигурируют учение о сострадании и «эмпатический ящик» — тот факт, что мерсеризм оказывается подделкой, не отменяет его этического послания.
Некоторые критики полагали, что Дик отстаивал идеалы гуманизма в столкновении с постмодерном: выступал за ценности индивидуальной автономии, личной и политической свободы, подчёркивал человеческие качества своих героев. Эти утверждения противоречат разрушительной фрагментации субъекта, соединению человека с механизмами и андроидами, отказу от эссенциализма. По версии Палмера, писатель, сохраняя многие ценности либерализма и гуманизма, следовал логике постмодернизма вплоть до «ухода в текст» в «ВАЛИСЕ». Весьма вероятно, что Дик не смог разрешить противоречие между гуманизмом и постгуманизмом, между значимостью этики и постмодернистской множественностью смыслов.

### Психология, психические расстройства и наркотики
В универсуме Дика стираются границы между рассудком и безумием, герои, как правило, являются невротиками, аутистами, шизоидами и т. п. В его текстах присутствовали различные психиатрические концепции; писатель применял спекуляции научной фантастики о точных науках к психоанализу и психиатрии, которые изучал всю жизнь, написав в 1965 году компетентное эссе о шизофрении. Исследователи объясняют его интерес стремлением к самоанализу. Влияние материализма Фрейда (анализ психозов) уравновешивалось юнговской эзотерикой, обращением к концептам архетипа и коллективного бессознательного, теории художественного творчества. У Юнга Дик заимствовал тезис, что шизофреник имеет доступ к глубинной реальности, концепцию шизофрении как фрагментации и ухода в себя, в мир мифа и фантазии. Другой источник — радикальные идеи Людвига Бинсвангера о психозах как «новой форме бытия-в-мире». Как отмечал Лукхёрст, творчество Дика сочетало психиатрическую и антипсихатрическую логику. Писатель мог отстаивать юнгианский психодинамический подход, а затем отвергнуть его в пользу новейшего диагноза или объяснения, например, биохимического. Выступая на стороне контркультуры и антипсихиатрии, Дик постоянно использовал официальный язык психиатрических диагнозов, который зачастую превалировал.
Мотивы психоанализа впервые были затронуты в романе «Распалась связь времён», в котором порождённый галлюцинацией замкнутый мир психического расстройства идентифицировался с фантастическим миром. В «Докторе Бладмани» сближение психоза и современной науки (фигура сумасшедшего физика Блутгельда) приводит к ядерной катастрофе. В «Сдвиге времени по-марсиански» представлены различные концепции психозов начала 1960-х годов, среди которых главенствует юнгианское понимание шизофрении. В романе «Мы вас построим» болезнь главного героя, описание стадий психического срыва и общий ход заболевания объясняются в терминах Юнга. Юнгианским романом можно считать «Мастер всея Галактики», что подтверждал и сам автор. «Мечтают ли андроиды…» трактовались как изображение подавленного шизоидного расстройства. 

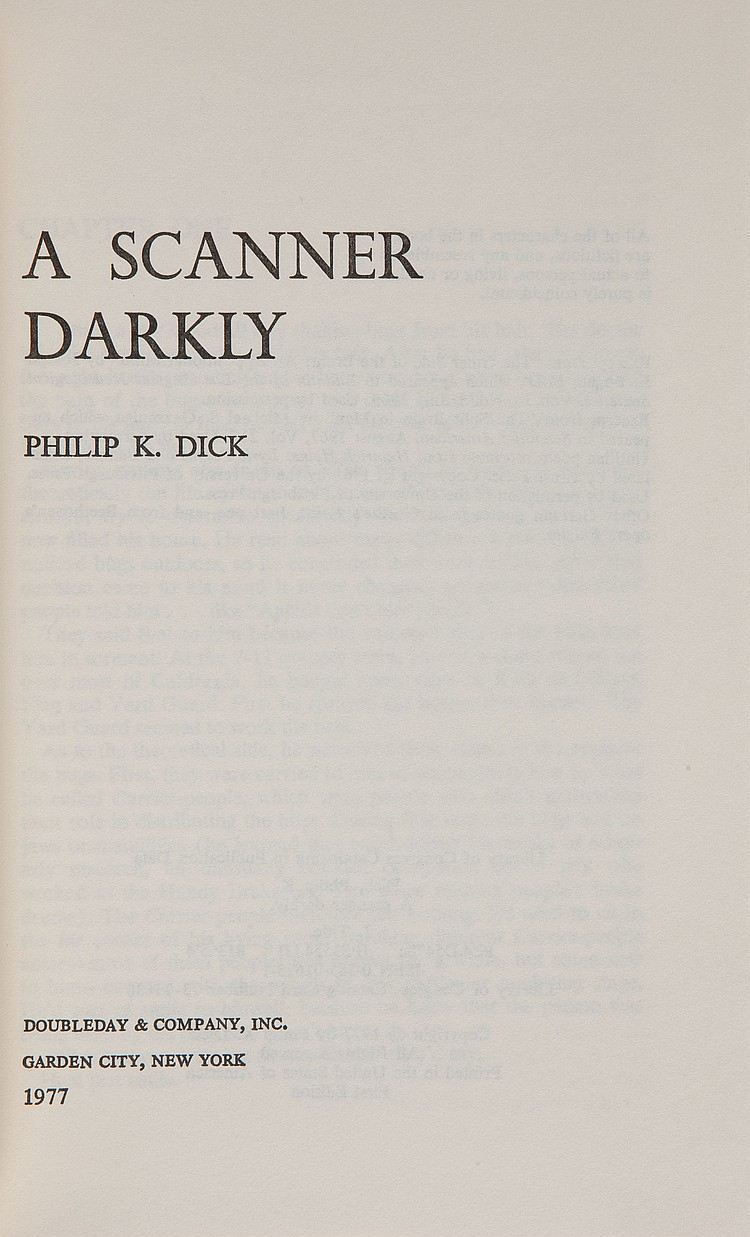
Титульный лист первого издания «Помутнения» (1977)

Если «Распалась связь времён» и «Око небесное» высмеивали психоанализ, то в антиутопии «Симулякров» его исчезновение связывалось с политическим угнетением. В середине 1960-х годов Дик сместил фокус внимания с психоанализа на институциональную психиатрию, раскритиковав в «Трёх стигматах…» противоречивость правовых институтов, которые и запрещали, и разрешали сомнительные биомедицинские или психиатрические практики. Сюжеты антипсихиатрических романов «Кланы Альфанской луны» и «Сдвиг времени по-марсиански» определялись частью сатирическими, частью шуточными классификациями психозов. В первом романе космическая колония сообща управляется бывшими пациентами психиатрической клиники, которые оказываются более нормальными, чем группа прибывших на планету «здоровых» землян; последние ведут себя как психопаты, плетут интриги и эксплуатируют друг друга. «Кланы Альфанской луны» утверждали альтернативную психиатрии власть безумия, но сохраняли элементы рационального объяснения; в «Сдвиге времени по-марсиански» психическая болезнь не просто является субъективной истиной, а разрушает интерсубъективную социальную реальность. Как отмечал Дунст, писатель в духе Фуко поддерживал антипсихиатрию как оппозицию власти институциональной психиатрии, но не идеализировал шизофрению как освобождение — ужасающие видения аутиста Манфреда показывают лишь невыносимое одиночество и разрушение, ему недоступна эмпатия человеческих отношений.
Дик дистанцировался от наркотической литературы битников, что, по мнению литературоведа Криса Раджа, позволяет отнести его к более философской традиции Хаксли, Станислава Виткевича и Антонена Арто. «Три стигмата…» описывают общество тотальной власти наркотиков в духе Уильяма Берроуза, в романе развёртывается космологическая битва между двумя их видами. По мнению литературоведа Маркуса Буна, наркотики являются псевдоонтологической основой или «истиной» всех нарративов и текстов Дика. Показывая «неистину», на метафизическом уровне наркотики раскрывают или разоблачают «истину неистинного» — подделки в основе общества, политики и экономики. По мнению Раджа, писатель считал наркотики источником непредсказуемости поведения, изменив своё отношение к началу 1970-х годов. Наркотики служили тропом для выражения неопределённости (в смысле Жака Деррида), непознаваемости или неразрешимости, всегда отсылая к другим означающим — религии, капиталу и обществу; в поздний период, как полагал Радж, наркотики метафорически обозначали процесс поглощения социальных явлений биополитической властью. В центре «Помутнения» находится загадочный «Препарат С» — аллегория смерти в духе Вальтера Беньямина, — его неясное происхождение напоминает секретный рецепт «Кока-колы». «Помутнение» автор считал антинаркотическим и автобиографическим произведением. По распространённому мнению, в романе Дик отказался от наркотической культуры и более традиционно противопоставил диссоциацию и бред выздоровлению, попытавшись, согласно биографу Эммануэлю Карреру, вернуться от описания психических расстройств к душевному здоровью или норме.

### Метафизика, теология, религия

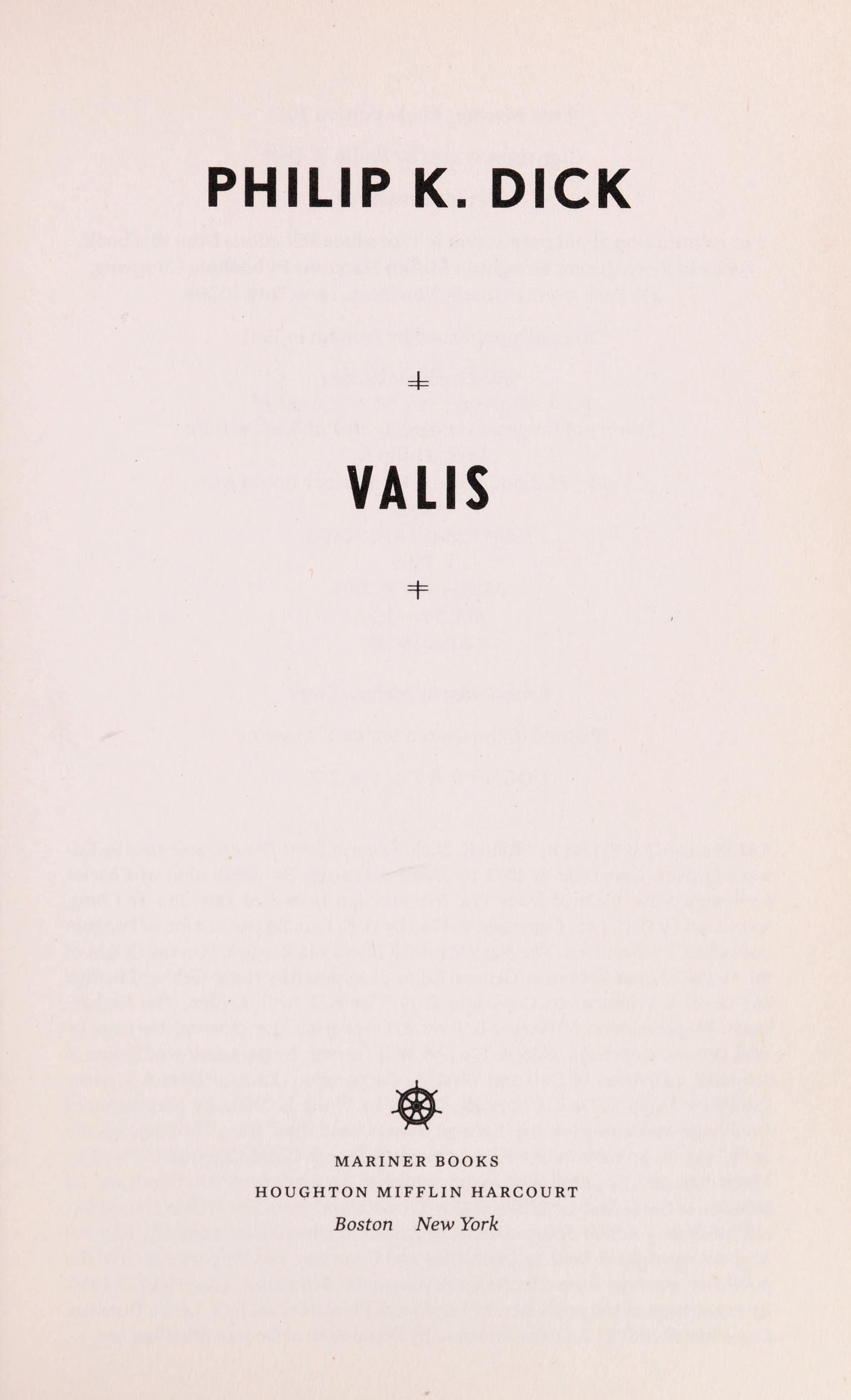
Титульный лист «ВАЛИСА» (2011)

Метафизические и религиозные изыскания Дика, особенно позднего периода, за редкими исключениями, не привлекали внимания первого поколения критиков, многие из которых исходили из марксистской перспективы. Джеймисон и другие писали о религиозном повороте после событий 2-3-74, отделяя религиозный цикл («Экзегезы» и «ВАЛИС») от ранних политических произведений и считая поздние тексты низкокачественными. Как полагал Джеймисон, в силу «абсолютного формализма» Дика религия, как и психозы, является одним из способов эстетической репрезентации. Позднее диковские иллюзорные миры связывали с гностическим представлением о феноменальном мире как иллюзии, скрывающей трансцендентную реальность. В XXI веке метафизические поиски писателя сближали с христианской духовностью, с идеалом единства и общности, хотя Дика в силу его синкретичности редко характеризуют как «христианского автора». Дунст отмечал неизменность эпистемологических позиций писателя — фрагментации субъекта — с той разницей, что у позднего Дика минимальная устойчивость самости поддерживается через трансцендентный опыт.
Дик интересовался гностицизмом и был знаком с его экзистенциалистской версией — работой Ханса Йонаса «Гностическая религия» (1958). Для гностиков реальность является тюрьмой или иллюзией, созданной злым Демиургом, древними силами, которые заточили человека и отделили его от Бога. Настоящий Бог должен найти путь в наш мир — на этом основан сюжет «Всевышнего вторжения». Главный герой «ВАЛИСА», Хорславер Фэт, встретив «благую силу, которая вторглась в этот мир» (Бог, искусственный интеллект или инопланетянин), переживает откровение и пишет космогонический трактат, объясняющий все события в мире. Одни комментаторы считали «ВАЛИС» и «Экзегезы» гностическими текстами, другие указывали на отсутствие целостной космологической или теологической системы, отрицали гностицизм Дика. Метафизические и теологические элементы обнаруживали в ранних текстах 1950-х годов («Распалась связь времён»). Религиовед Лоренцо Ди Томмазо трактовал «Человек в высоком замке» в категориях дуалистической гностической космологии, как книгу о надежде и возможности избавления. С этой точки зрения, роман описывал символическое путешествие главных героев к христианскому спасению. 

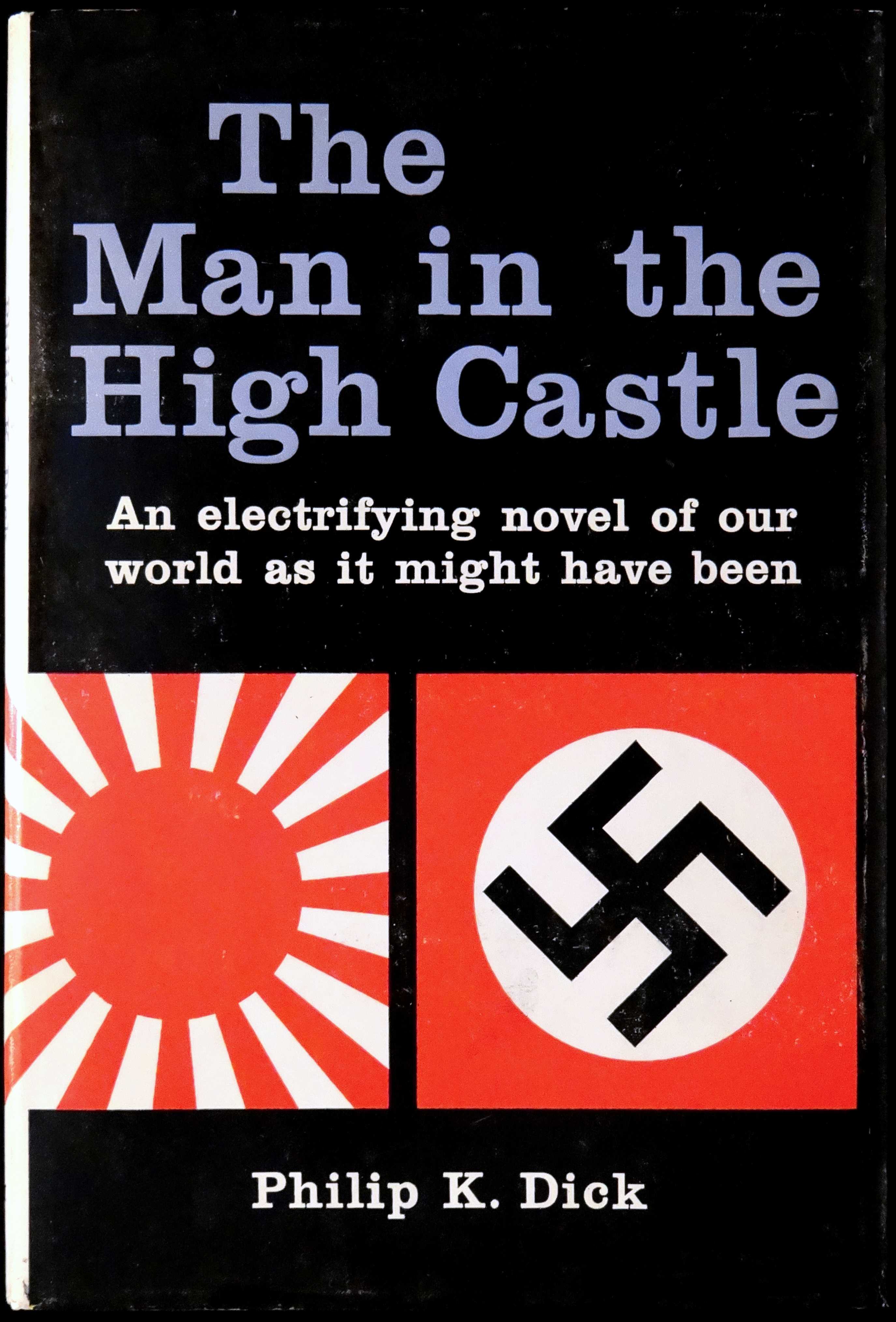
«Человек в высоком замке» (1962)

Гностицизм в «ВАЛИСЕ» понимался как одно из объяснений иллюзорной природы реальности, как метафора или парабола для секулярных вопросов, поиск «мирского спасения». Эту тенденцию, обозначенную в романе «Друг моего врага», где наделённый божественной силой пришелец осуществляет революцию, и достигшую кульминации в «Помутнении» и «ВАЛИСЕ», Дарко Сувин усматривал во всех текстах после 1966 года. С этой точки зрения, боги являлись аллегорической проекцией индивидуальных психотических или наркотических состояний, начиная с «Трёх стигматов…», где Бог приобретал свойства фармакона (в смысле Деррида), будучи и ядом, и лекарством; боги представляются либо злыми или неоднозначными («Убик» и «Мечтают ли андроиды…»), либо более положительными («Друг моего врага» и «Лабиринт смерти»). В поздних текстах Бог является ремесленником или художником и предстаёт в образе гончара, писателя или скульптора. Рикельс связывал проблематику Дика с анализом секуляризации, выполненным Фрейдом (скорбь и меланхолия) и Беньямином (аллегория как руина). В эпоху модерна от веры остаются лишь «руины» и шок утраты, трансцендентный опыт и спасение невозможны — эти темы отражаются в важном для Дика мотиве мертвых или призраков, населяющих альтернативные реальности; их постоянное присутствие указывает на отсутствие высших сил и абсолютную конечность человека. Росси считал «Человека в высоком замке», «Мечтают ли андроиды…» и «Три стигмата…» различными вариантами «постмодернистской теодицеи». Первый роман пытается примирить неизбежное присутствие в мире зла (нацизм), которое ощущают на себе главные герои (Тагоми, Джулиана и Фрэнк) с возможностью надежды. В конце романа мир под властью нацизма разоблачается как иллюзия, отрицающий или уничтожающий себя конструкт: зло неявно побеждается, поскольку в духе Аврелия Августина оказывается не субстанциональным, выдуманным, не обладающим внутренней истиной. Апория, однако, сохраняется, поскольку люди продолжают жить в кошмаре истории; автор считал финал романа не открытым, а просто не слишком хорошим.
Надежда, спасение или потенциал изменений заключены в малых вещах, которые воплощают банальность и противостоят историческим и политическим силам. Малые события имеют космический масштаб; Бог — в отбросах, хламе и мусоре, которые, хотя и олицетворяют энтропию, обладают наивысшей ценностью и содержат искру гнозиса. С этой точки зрения, очевидные «подделки» (или наркотики) ближе к истине, поскольку отрицают общепринятое понятие подлинности. Дик писал, что «размер обратно пропорционален иерархической реальности. Мы думаем, что космическое = самое важное = самое большое (Космос = космическое). Неверно. Нужно искать зернышко». Парадоксальным источником надежды, близкой, по мнению Палмера, к этосу христианства, являются отбросы общества — маленький человек, несостоятельный, умственно отсталый (Исидор из «Мечтают ли андроиды...»).
«Информационная теология» «Экзегезов» представляла вселенную как «живую» и автономную информацию, подобно ноосфере Тейяра де Шардена. «Экзегезы» содержали множество ссылок на Нью Эйдж, Библию, гностицизм, буддизм, даосизм, индуизм, немецкую и древнегреческую философию. Как отмечал Дунст, этот синкретизм, как и сомнительный мистический опыт в «ВАЛИСЕ», не имел отношения к христианству, но соответствовал духу времени — контркультурным поискам новой духовности и религиозного самопознания. По оценке историка культуры Эрика Дэвиса, «гаражная философия» и текстуальные искания Дика имели явное сходство с пострелигиозной метафизикой других калифорнийских психонавтов-вольнодумцев 1970-х годов в условиях зарождения сетевого общества. Как отмечал Дэвис, писатель, как и многие либеральные или левые метафизики XX века, считал сетевое общество и глобализацию эволюционными и духовными явлениями (отсюда отсылки к ноосфере), в конечном счете позитивными, хотя «планетизация» в его понимании представляла собой арену борьбы между власть имущими и простыми людьми.

## Восприятие
Романы Дика переведены на 25 языков, и на начало XXI века ежегодно издавались в мире миллионными тиражами. Писатель сначала получил признание в научно-фантастическом сообществе, хотя на раннем этапе карьеры не был так популярен, как Роберт Хайнлайн или Рэй Брэдбери; переломным моментом стал успех «Человека в высоком замке». При жизни он пользовался популярностью в Италии, Германии, Польше, Японии и особенно — во Франции. Среди почитателей Дик получил культовый статус, его именем была названа премия в области научной фантастики. По некоторым оценкам, он стал наиболее изученным американским писателем-фантастом. Его ранняя академическая рецепция совпала с институционализацией исследований научной фантастики в 1970-е годы (появление Science Fiction Studies). До 1990-х годов изучение творчества писателя (Philip K. Dick studies) находилось на относительной периферии и выполнялось небольшой группой преданных исследователей и поклонников, в начале XXI века оно приобретает международный характер и, возможно, достигает «точки насыщения».

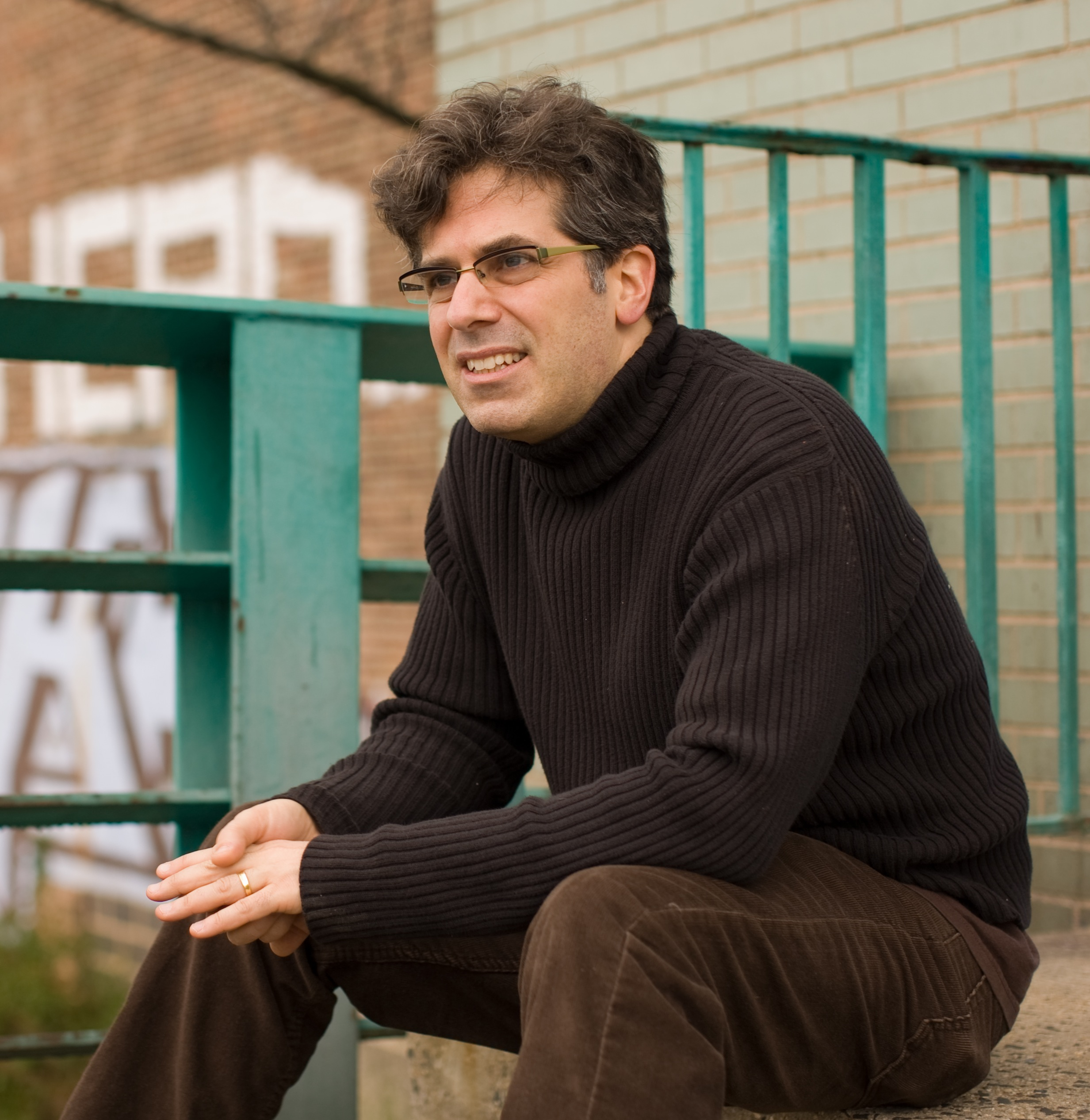
Джонатан Летем редактировал издание произведений Дика в Library of America

Идеи Дика, часто в скрытой форме, распространились в популярной культуре, неотъемлемой частью которой стали темы симулированных реальностей и роботов-двойников. Писатель считается главным предшественником киберпанка, его проза повлияла на различных авторов, от Урсулы Ле Гуин и Кима Стенли Робинсона до Джонатана Летема и Мартина Эмиса; отсылки к Дику присутствуют у Донны Тартт и Стивена Кинга. По оценке Роберто Боланьо, Дик стал одним из наиболее влиятельных американских писателей за пределами США. К XXI веку его творчество из научно-фантастической субкультуры было интегрировано в мейнстримовую культуру; в 2007 году он стал первым представителем научной фантастики, включённым в серию американской классики Library of America. В первый том избранных произведений вошли четыре романа 60-х годов: «Человек в высоком замке», «Три стигмата Палмера Элдрича», «Мечтают ли андроиды об электроовцах?» и главный шедевр — «Убик»; в 2008 и 2009 годах вышло ещё два тома. Как обобщает Дунст, введение Дика в мейнстримовую литературу привело к противоречию: утверждение о «преодолении» границ жанра и субъективных и культурных обстоятельств его эпохи нивелировало историческое и политическое значение его книг и игнорировало тот факт, что прозорливость писателя обуславливалась удалённостью от истеблишмента. 

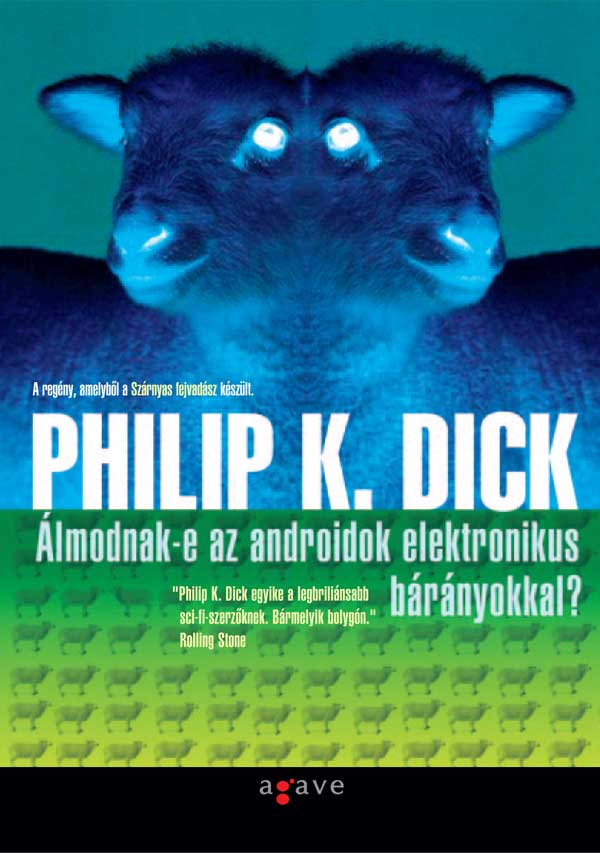
«Мечтают ли андроиды об электроовцах?», венгерское издание (2005)

Академические исследователи и публицисты-поклонники Дика сравнивали его творчество с Кафкой, Борхесом и Итало Кальвино, с которыми, как полагал Л. Сутин, оно имело явные переклички; относили писателя к постмодернистской литературе, иногда подчеркивая его постмодернизм. Боланьо включал Дика в десятку лучших американских писателей XX века; единство формы и содержания у Дика иногда превосходит аналогичные эксперименты Томаса Пинчона и Дона Делилло. Другие исследователи низко оценивали его прозу — из-за слабого стиля, однообразия, ограниченного набора плохо проработанных характеров, которые переходят из романа в роман. В 1986 году Гарольд Блум иронизировал над известным высказыванием Ле Гуин, что Дик — «наш собственный Борхес». С этой точки зрения, Дик не столько занимался литературой, сколько письмом как формой протеста и актуальной социальной сатиры; по признанию писателя, его интересовало «не искусство, а истина». По оценке Адама Гопника, сила его воображения не слабее, чем у Пинчона, Воннегута, Честертона или Толкина, однако «поэт фантастической параболы» был довольно плохим писателем, который не смог преодолеть привычки графомана. Как писал Муркок, слабое чувство стиля не позволяло Дику обеспечивать художественную целостность без обращения к приёмам научной фантастики, хотя он постоянно искал наилучшую форму для выражения своих идей. Дик редко достигал стилистики и воображения Балларда, Олдисса и Берроуза, у него не было «утонченности Бестера, марксизма Пола, иронии Шекли или красноречия Эллисона, но он покорил воображение читателей так, как это ранее удалось лишь Лавкрафту».
Неровность диковской прозы можно объяснить статусом профессионального писателя, который был вынужден зарабатывать на жизнь и не мог выйти из научно-фантастического «гетто» с его невысокой оплатой. В 1981 году он называл исключение из мейнстрима «многолетней трагедией…[своей] творческой жизни». С этой точки зрения, Дик, чувствуя себя аутсайдером, стремился к признанию себя как настоящего писателя, а научной фантастики — которую в то время большинство литературных критиков считало бульварным чтивом для подростков — как серьёзной литературы идей. Вместе с тем он связывал себя с литературным каноном, подчёркивал влияние Кафки, Флобера и Стендаля. Лукхёрст, напротив, полагал, что Дик считал себя жанровым автором. Гопник критикует представления поклонников Дика о непризнанном гении, который был скован рамками дешёвых изданий; напротив — с 1960-х годов его знали, любили и читали. По мнению Гопника, биография писателя показывает не человека нереализованных амбиций, а скорее обуреваемого идеями и наблюдениями, которые излагались в форме беллетристики. Джеймисон отмечал, что бессмысленно причислять Дика к высокой литературе, поскольку его случай является примером того, что массовая литература иногда способна лучше отражать действительность, чем элитарная проза. Как обобщал Росси, для одних Дик — посредственный писатель, который неосознанно выражал противоречия позднего модерна, для других — серьёзный автор, нацеленный на критику капиталистической культуры.
Ретроспективно Дика можно считать пророком антиутопии, певцом постмодерна, сетевого общества и технокультуры — постчеловеческого мира, в котором наука и техника создают новые формы жизни, стирая различие между естественным и искусственным, а слияние человека и технологий формирует крайне неоднозначные условия существования. Дик, вероятно, первый писатель, ясно описавший виртуальное сознание, восприятие скорости и энтропии. В его пророчествах негативные тенденции настоящего приводят к энтропийному распаду общества и природы, их превращению в гротескные конфигурации, в которых исчезают привычные категории пространства и времени. По выражению Боланьо, Дик — «своего рода Кафка, пропитанный ЛСД и экстазом», шизофреник и параноик, который, однако, никогда не терял чувство юмора, что приближает его к Марку Твену, а не Мелвиллу; Дик — «это Торо и смерть американской мечты». По оценке Гопника, Дик был мастером сухого юмора и злой сатиры в традиции Свифта, доводившим до абсурда наблюдаемые практики и представления; однако он стал для современности тем, кем был Эдгар Аллан По для американской жизни конца XIX века — «обречённым гением» ужасов и страхов, погружавшимся в «океаны безумия». Как писал Дунст, в жизни и творчестве Дик долго двигался к границам рационального понимания и представления; ещё в 1960 году он писал: «Я думаю, что моя слабость в том, что я слишком зависим от материала. Он слишком реален для меня. Слишком убедительный. Недостаточно „выдуманный“».

## Адаптации
Произведения Дика легли в основу ряда кинофильмов, что во многом определило его посмертную славу, хотя вопрос о степени влияния и смысловых связях является дискуссионным. Чаще всего тексты писателя служили исходным материалом или поводом для создания независимых произведений. Экранизации Дика стали частью исторического сдвига научной фантастики от литературных форм к визуальным — голливудским блокбастерам и компьютерным играм. Первая и наиболее удачная экранизация — «Бегущий по лезвию» Ридли Скотта, принёсший Дику известность за пределами научно-фантастической среды. Фильм первоначально получил противоречивые отклики, однако позднее приобрёл большую популярность и статус киноклассики, привлёк внимание академических исследователей. Среди других фильмов — «Вспомнить всё» Пола Верховена и «Особое мнение» Стивена Спилберга, анимационный фильм «Помутнение» Ричарда Линклейтера; малоудачные — «Крикуны» (экранизация повести «Вторая модель»), «Пришелец» (как и «Помутнение», близко следовали первоисточникам), «Час расплаты»; в боевике «Пророк» от автора осталось только имя. Сутин (2005) считал «ужасными» все киноадаптации, за исключением первой. Более поздние экранизации — «Меняющие реальность» и «Свободное радио Альбемута» — явно демонстрировали метафизические идеи. Как отмечают комментаторы, Голливуд превратил «неуклюжих, неотёсанных и болтливых представителей низшего класса» (по словам самого Дика) — обычных или маленьких людей, близких к образам Джека Леммона или Уильяма Мэйси, — в привлекательных, незаурядных и мужественных героев в исполнении Арнольда Шварценеггера или Тома Круза. В голливудском хэппи-энде добро побеждает зло, свобода воли обеспечивает триумф человеческого духа, а герои обретают знание о реальности.
Многие картины — от «Бразилии» до трилогии «Матрица» — обязаны диковскому сочетанию саркастической комедии и причудливой метафизики. Как писал Арнольд, в нескончаемом потоке голливудских фильмов, созданных под влиянием книг Дика, имя автора часто не указывалось. Помимо «Матрицы», обычно называются «Темный город», «Видеодром», «Экзистенция», «Тринадцатый этаж» и другие. Так, «Шоу Трумана» Питера Уира настолько близко повторяет замысел и особенности романа «Распалась связь времён», что, по оценке исследователя Джейсона Веста, фильм выглядит как прямая адаптация книги. Влияние Дика прослеживается в независимом кино США и Японии, у различных музыкантов и музыкальных коллективов (Sonic Youth и др.), в дизайне интерьеров (Филипп Старк). Существуют теле- и радиопостановки, сценические адаптации (авангардная опера «ВАЛИС» (1987) Тода Маковера и др.), работы современных художников и авторов комиксов (Арт Шпигельман, Роберт Крамб, Жан Жиро, Гэри Пантер и др.). Дик является объектом пародий и героем романа Майкла Бишопа «Тайное Вознесение» (1987).

## Изучение

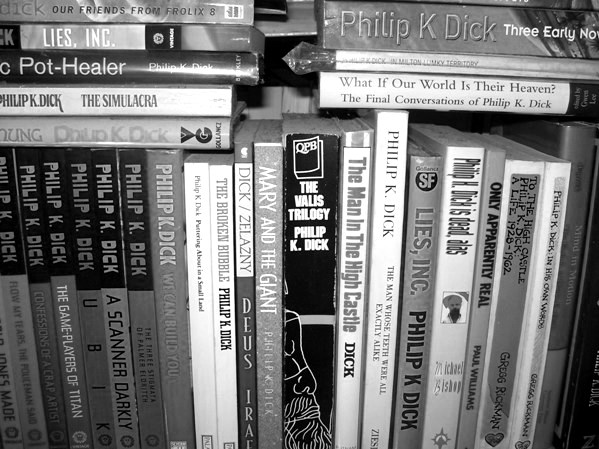
Книжная полка произведений Дика и некоторых книг о нём

Произведения Дика изучались с помощью различных подходов — биографических, политических (постмодернистских или марксистских), психологических, формально-эстетических, структуралистских, философских и теологических; противоречивость творчества писателя затрудняет целостную интерпретацию. На первом этапе наиболее влиятельными были марксистские интерпретации Дарко Сувина, Фредрика Джеймисона и Питера Фиттинга, закрепившие за Диком репутацию ведущего критика отчуждения и коммодификации, автора одного из наиболее глубоких анализов американского капитализма. Эти исследования, наряду с высокой оценкой С. Лема (1975), способствовали интересу к Дику в Европе (особенно во Франции) и повлияли на постмодернистские подходы, которые распространились с середины 1980-х годов и сохранили ведущее положение на 2013-й год. В междисциплинарных исследованиях культуры конца XX века творчество Дика помещали в контекст постмодерна и постгуманизма, зарождения современных технологий и кибернетического мышления, киберкультуры. Дик рассматривался и как философ (он считал себя «философом-беллетристом»), хотя его знакомство с античной мыслью и философией Нового времени было поверхностным. Философские и теологические мотивы привлекли внимание в 1990-е и 2000-е годы, отмечался гностицизм писателя. Психологическим интерпретациям, включая психоаналитический анализ биографии, способствовали обстоятельства его жизни, интерес к экзистенциальной психологии и изменённым состояниям сознания. В дебатах начала XXI века одни критики продолжили рассмотрение творчества Дика в контексте социальной теории модерна и постмодерна, другие ограничивались литературным анализом, помещали писателя в рамки научно-фантастического жанра. 

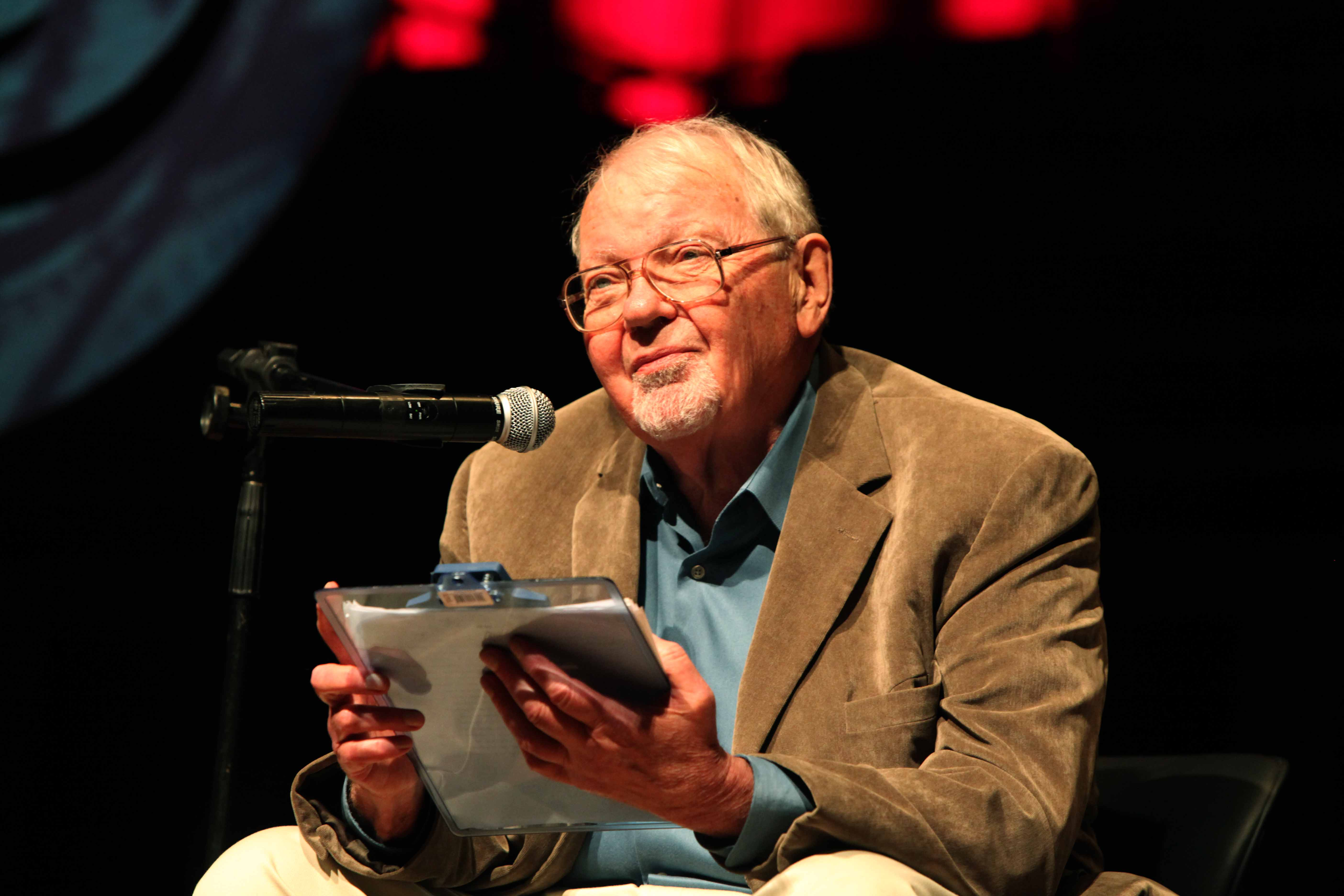
Фредрик Джеймисон

В 1975 году журнал Science Fiction Studies (основан в 1973 году) подготовил тематический номер со статьями Д. Сувина, К. Пагетти, Ф. Джеймисона, Б. Олдисса, П. Фиттинга и С. Лема. Д. Сувин в различных статьях последовательно отстаивал политическую трактовку творчества Дика. С 1980-х годов начали появляться обзорные литературоведческие исследования основных мотивов и стилистических фигур. Монография Кима Стенли Робинсона «Романы Филипа Дика» (1984) стала первым систематическим изучением творчества Дика, хотя полностью игнорировала его многочисленные рассказы. Патриция Уоррик в исследовании «Ум в движении: проза Филипа К. Дика» (1987) выделила в романах писателя несколько основных тем. Работа Дугласа Макки «Филип К. Дик» (1988) оценивалась как введение в творчество для малознакомых с Диком читателей. В 1988 году Science Fiction Studies посвятил писателю целый номер, а четыре года спустя подготовил антологию из 40 статей о Дике за период между 1975 и 1992 годами. Биография Лоуренса Сутина «Филип К. Дик. Жизнь и Всевышние вторжения» (1989) считается самой подробной и надёжной из опубликованных. В 1995 году Сутин издал сборник дополнительных материалов. Психоаналитическая биография авторства Грега Рикмана (1989) посвящена первым 32 годам жизни Дика, до публикации «Человека в высоком замке». В 1993 году вышла биографическая книга Эмманюэля Каррера «Филип Дик. Я жив, это вы умерли», переведённая на русский язык в 2008 году.
В сборнике статей (1995) под редакцией Сэмюэля Дж. Умланда преобладали политические подходы. Монография Кристофера Палмера «Филип К. Дик: веселье и ужас постмодерна» (2003) продолжила постмодернистсткую и марксистскую традиции, рассмотрев противоречия политических, теологических и этических устремлений Дика. Лоренс Рикельс в книге «Я думаю, что я существую: Филип К. Дик» (2009) связал философию и метафизику с психоанализом и экзистенциальной психологией. В 2009 году Лейла Кучукалич в монографии «Филип К. Дик: канонический автор цифровой эпохи» исследовала несколько романов с философских позиций и в контексте информационных технологий. Монография Джейсона Веста «Постмодернистский гуманизм Филипа К. Дика» (2009) объединила темы гуманизма, морали и трансцендентного. Эрик Карл Линк в работе «Понимая Филипа К. Дика» (2010), помимо обзора основных тем творчества, попытался уйти от интерпретаций Дика левого толка.
В 2011 году Умберто Росси, в ряде работ развивавший структуралистский подход, опубликовал объёмную монографию «Перевёрнутые миры Филипа К. Дика», в которой детально проанализировал нарративную структуру ряда романов. Популярное введение в философские аспекты творчества Дика представлено в коллективном сборнике «Филип К. Дик и философия: есть ли у андроидов родственные души?» (2011). В 2013 году Говард Канаан опубликовал обзор критических работ за 1982—2010 годы, посвящённых биографии и творчеству Дика, с подробным списком вышедших статей и монографий. В монографии «Философия научной фантастики: Анри Бергсон и фабуляции Филипа К. Дика» (2015) Джеймс Бертон соотнёс творчество писателя с идеями Анри Бергсона. Александр Дунст в монографии «Безумие в Америке Холодной войны» (2016) исследовал творчество Дика в контексте дискурса о безумии и контркультурных движений. В 2016 году вышла психологическая биография Кайла Арнольда.